# Shaun das Schaf
Shaun das Schaf ist eine mittels Stop-Motion animierte britische Fernsehserie von Aardman Animations (bekannt u. a. durch Wallace & Gromit). Der Hauptautor, Regisseur und Creative Director ist der englische Trickfilmer Richard Goleszowski.

## Hintergründe
Seit April 2007 läuft die Serie in Deutschland im KiKA und im Ersten einzeln und im Rahmen der Sendung mit der Maus. In Österreich zeigt ORF 1 die Folgen seit Ende Mai 2007.
Das Schaf Shaun taucht erstmals in der Wallace-&-Gromit-Folge Unter Schafen auf, in der es versehentlich kahlgeschoren wird. Dadurch kommt es in Anspielung auf das englische shorn („geschoren“) zu seinem Namen. Außerdem hat es einen kurzen Auftritt im Kurzfilm Einkaufswagen 13 in der Kurzfilmserie Wallace & Gromit – Großartige Gerätschaften.
Die Serie umfasst bisher (2020) sechs Staffeln mit insgesamt 170 Episoden. Zusätzlich wurden anlässlich der Olympischen Sommerspiele 2012 in London 21 Kurz-Episoden hergestellt, die jeweils Bezug zu einer Sportart haben.
Im Januar 2014 begann die Produktion des ersten Kinofilms Shaun das Schaf – Der Film. Der Kinostart in Großbritannien war am 6. Februar 2015, in Deutschland am 19. März 2015.
Für Weihnachten 2015 produzierte Aardman den 30-minütigen Film Shaun das Schaf – Die Lamas des Farmers. 2019 folgte der Kinofilm Shaun das Schaf – Der Film: UFO-Alarm und zu Weihnachten 2021 der Kurzfilm Shaun das Schaf – Es ist ein Schaf entsprungen.
Mit den Werbespots Shaun the Sheep x Baa-bour bewarb der englische Hersteller J. Barbour & Sons Weihnachten 2023 den Nachwachs- und Reparaturservice für seine als sehr langlebig geltenden Wachsjacken und Weihnachten 2024 seine warme Winterbekleidung.
Ein neuer Spielfilm unter dem Titel Shaun the Sheep – The Beast of Mossy Bottom ist für 2026 angekündigt. Darin verwandelt sich Shaun in einen verrückten Wissenschaftler.

## Beschreibung der Serie

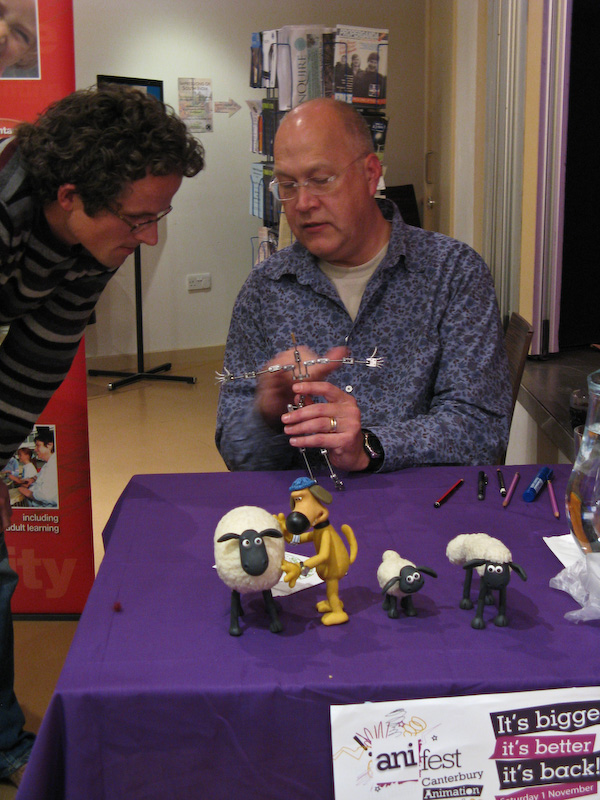
Der Stop-Motion-Animator Richard Goleszowski und im Vordergrund v. l. n. r.: Ein Schaf aus der Herde, Bitzer, Timmy und Shaun

Shaun, Namensgeber der Serie, ist ein neugieriges, verschmitztes Schaf. Die Herde lebt zusammen mit dem Hütehund Bitzer, dem Bauern, drei fiesen Schweinen und weiteren Tieren auf einem idyllisch gelegenen Bauernhof. Alle Tiere zeigen menschliches Verhalten, doch die Schafe sind darauf bedacht, dass der Bauer nicht bemerkt, was sie treiben, und verhalten sich daher wie normale Tiere, wenn er sie beobachtet.
Alltägliche Begebenheiten bringen die Schafe unter der Leitung Shauns in aberwitzige Situationen, aus denen die Komik der Serie erwächst. Die Folgen sind mit sechs Minuten  (ohne Vor- und Abspann) relativ kurz und in sich abgeschlossen, verzichten also auf einen Folgen-übergreifenden Handlungsbogen, aber nicht auf Running Gags. Die Serie bietet Slapstick und Situationskomik, gepaart mit vielen Details und Anspielungen auf filmische Klassiker, und verzichtet dabei vollständig auf gesprochenen Text. Die Menschen erscheinen aus Sicht der Tiere und geben folglich auch nur unverständliche Laute von sich, deren Bedeutung einzig durch Klang und Gestik transportiert wird.
Alle Folgen wurden in jeweils zwei Längen produziert – mit sieben oder fünf Minuten; beide Varianten enthalten eine Minute Titel und Abspann. Die kürzere Version existiert, weil einige Sender ein Sieben-Minuten-Stück nicht in ihren Programmen unterbringen können und deshalb eine knappere Variante nachfragten. Aardman bezeichnet die Langform als den „Director’s Cut“ und gibt auch zu, dass einige Kurzversionen nicht so funktionieren wie beabsichtigt, weil sie für die zwei Minuten längere Laufzeit geschrieben wurden.

### Hauptfiguren
- Shaun, ein Schaf und Anführer der Herde. Shaun ist das kleinste erwachsene Schaf der Herde. Es scheint nach Timmy auch das zweitjüngste Schaf zu sein. Im Gegensatz zu seinen Artgenossen in der Herde hat es sich mit dem Leben noch nicht einfach abgefunden, sondern ist bereit für neue Ideen. Shaun besitzt in der Scheune, wie alle anderen Schafe auch, eine umfassende Sammlung an persönlichen Gegenständen. Insbesondere eine Schutzgasschweißausrüstung kommt immer wieder zum Einsatz.
- Der Farmer trägt dicke Brillengläser, hat rote Haare und eine Halbglatze. Er ist Junggeselle und von starker Tollpatschigkeit gekennzeichnet, die er aber nicht erkennt, weil diese oft von Bitzer oder den Schafen ausgebügelt wird. Er geht wechselnden Hobbys nach, die er mit mehr oder weniger Erfolg betreibt. Aus diesem Grund bleibt ihm oft keine Zeit für die Farmarbeit, die er dann meist an Bitzer delegiert, was oft zu Chaos führt und mit Hilfe der Schafe wieder geregelt werden muss. Einerseits wird Bitzers menschliches Verhalten von ihm als selbstverständlich erachtet, andererseits findet er Anklänge solchen Verhaltens bei den Schafen oder den Schweinen als unziemlich, weshalb diese ein solches Verhalten vor ihm verbergen. Als Running Gag taucht in verschiedenen Folgen immer wieder das Interesse des Farmers für moderne Technik auf. Aufgrund von Ungeduld, Pech oder Unvermögen scheitert er daran regelmäßig (während Altes und Herkömmliches in Haus und Hof immer tadellos funktioniert). So bekommt er beispielsweise die neue CD-Anlage nicht zum Laufen, repariert unbeherrscht den PC kaputt oder ruiniert innerhalb von Sekunden ein neues Quad-Gefährt. Als Grundeigenschaft wird dies in einer kurzen Szene des (neueren) Vorspanns angedeutet, in der ein Elektrorasierer in Einzelteile zerfällt. Weitere Charaktereigenschaften des Farmers, die die Autoren immer wieder als Aufhänger für ihre Geschichten nutzen, sind gefühlsmäßige Ambivalenz und Selbstüberschätzung. So behandelt er seine tierischen Mitbewohner mit Liebe und Sorgfalt ebenso wie mit unsensibler Nachlässigkeit. Und seine (realen oder eingebildeten) früheren Erfolge als Sportskanone (Golf, Ski, Angeln) sind in mehreren Episoden Auslöser haarsträubenden Scheiterns mit turbulenten Folgehandlungen.
- Bitzer, der Hütehund. Bitzer zeichnet sich durch starke Loyalität gegenüber dem Farmer aus, mit dem er gleichzeitig ein sehr dienstliches Verhältnis pflegt. Im Gegensatz zur Schafherde, die ihre menschliche Verhaltensweise vor dem Farmer geheim hält, zeigt er diese ganz offen, was vom Farmer aber als selbstverständlich erachtet wird. Er trägt eine Armbanduhr und eine blaue Strickmütze, salutiert beim Erscheinen oder Rufen des Farmers und geht akribisch und bisweilen bürokratisch seiner Arbeit nach. Jeden Morgen bringt er die Schafe von der Scheune auf die Weide und überprüft die Anwesenheit mittels einer Checkliste auf einem Klemmbrett. Er liest Zeitung und geht dem Bauern auch im Haushalt und bei der Feldarbeit umfassend zur Hand. In seiner Hundehütte (mit Dachfenster, Elektrifizierung und Türglocke) besitzt er einen umfangreichen Hausrat, der bisweilen auch Verwendung bei Shauns Unternehmungen findet. Durch das Werfen seines Spielzeugknochens oder eines Stöckchens vergisst Bitzer sofort alle menschlichen Eigenschaften und jagt wie hypnotisiert in „hündlich-infantiler“ Weise dem geworfenen Gegenstand nach. Dies machen sich sowohl Shaun, die Schweine als auch die Katze oft zu Nutzen, um Bitzer außer Gefecht zu setzen. Bitzer selbst merkt erst hinterher, dass er ausgetrickst wurde und ist mit seiner charakterlichen Schwäche äußerst unzufrieden, kann sie aber dennoch nicht kontrollieren.
- Die Herde, die übrigen Schafe, die immer sehr an Shauns Ideen interessiert sind. Sie versuchen ihn nach Kräften zu unterstützen, jedoch gelingt das nicht immer. Gelegentlich gehen sie auch ganz eigene Wege, was Shaun und vor allem Bitzer dann oft in größte Schwierigkeiten bringt. Die Herde hält ihre menschliche Verhaltensweise gegenüber dem Farmer geheim. Sollte der Bauer sie doch einmal unbeabsichtigt und kurzzeitig mitbekommen, so nimmt er dies nicht so selbstverständlich hin wie bei Bitzer, sondern versucht sich mit einem zweiten Blick noch einmal dessen zu vergewissern, was er gesehen hat. Vor diesem zweiten Blick haben sich die Schafe aber schnell wieder auf ihr tierisches Verhaltensmuster besonnen.

Herausragende Figuren sind:
- Shirley, ein stark übergewichtiges Schaf, isst alles – auch nicht Essbares – in ihrer Umgebung. Des Weiteren verschwinden regelmäßig diverse Gegenstände in ihrem dicken Fell oder werden daraus hervorgeholt.
- Timmy, das Lämmchen, ist meistens mit Schnuller unterwegs und Unsinn nicht abgeneigt. Häufig findet es auch „Verwendung“ in Shauns Unternehmungen, was nicht selten zu Komplikationen führt. Timmy ist aber für sein Alter überaus intelligent und kreativ. Er ist ein Naturtalent im Seiltanzen und Quad-Bike-Fahren und überhaupt äußerst mutig.
- Timmys Mutter, zu erkennen an ihren Lockenwicklern. Sie ist von mütterlicher Fürsorge und Angst um Timmy geprägt, den sie oft mit Hilfe von Shaun und der Herde wieder einfangen muss.

### Nebenfiguren
Tiere
- Ein Hahn, der in der Eröffnungssequenz kräht und in den Folgen „Schafwandeln“, „Die Entführung“ und „Fröhliche Weihnachten“ Auftritte hat. Wenn er nicht kräht, wachen die Farmbewohner nicht rechtzeitig auf.
- Drei fiese Schweine, die sich mit den Schafen regelmäßig streiten. Die Schweine zeichnen sich durch einen fiesen und schadenfrohen Charakter aus. Im Gegensatz zur Katze Pidsley, die oft listige Pläne schmiedet, sind ihre Fiesheiten von einfacher Art. Auch untereinander sind ihre Umgangsformen rau und derb. Oft prügeln sie sich und ziehen sich dabei gegenseitig an den Ohren. Ihr Charakter scheint weniger intellektuell angelegt zu sein als der der Schafe. Sie gehen aber einem geregelten Alltag nach und haben eine gewisse „schweinische Kultur“. Sie halten eine Teerunde nach englischem Vorbild mit feinem Geschirr ab (das oft unabsichtlich durch einen von den Schafen geworfenen Gegenstand zu Bruch geht, was für neue Komplikationen sorgt) und betreiben sogar Körperpflege, letztere allerdings unter schweinespezifischen hygienischen Grundvorstellungen. Sehr einig sind sich die Schweine immer dann, wenn es darum geht, den Schafen eins auszuwischen oder sich für erlittenes Unrecht zu rächen. Sie beteiligen sich als eigene Gruppe lebhaft am Farmleben und an den Geschehnissen, was von den Schafen mal mehr und mal weniger gerne gesehen wird.
- Enten, von denen eine in „Gemüsefußball“ den Kohlkopf schluckt oder in „Badetag“ zu Eis gefriert. In „Spuren im Beton“ treiben sie den Farmer zum Wahnsinn, weil sie auf dem frischen Beton herumlaufen.
- Die Rasenmäher-Ziege kommt in der gleichnamigen Folge als nicht zu stoppende Fressmaschine sowie in „Disco in der Scheune“, „Voll auf der Linie“, „Shaun als Farmer“ und „Der Mais ist reif!“ vor.
- Der Bulle ist leicht reizbar und sehr aggressiv, weshalb er von allen anderen Tieren und sogar vom Farmer gefürchtet wird. Er tritt meist unerwartet auf; immer dann, wenn ihm versehentlich jemand zu nahe kommt oder sein Revier verletzt. Er ist aber leicht abzulenken und in die Irre zu führen.
- Die Katze Pidsley ist für gewöhnlich eher faul und sieht leidenschaftlich gern fern. Pidsley scheint erst später auf die Farm gekommen zu sein. Im Vorspann ist sie erst ab der dritten Staffel zu sehen. Es gibt zwar zuvor eine Katze, die in ihrem Verhalten Pidsley ähnelt, aber nur wenig äußere Ähnlichkeit mit der späteren Katze Pidsley hat. Sie bevorzugt einen ruhigen Tagesablauf und nichts ist ihr mehr zuwider, als wenn dieser durch irgendwelche Vorkommnisse gestört wird. Pidsley ist äußerst intelligent und verhält sich dem Farmer gegenüber schmeichelnd, auch wenn ihre Meinung über ihn nicht allzu hoch zu sein scheint. Sie schmiert ihn auch regelmäßig aus und freut sich hinter dessen Rücken über seinen Schaden, wenn er ihr nützlich ist, und schmeichelt wieder vornherum. Ihre Intelligenz nutzt sie vorwiegend dazu, um andere Tiere in verfahrene Situationen zu bringen und sie dann beim Farmer denunzieren zu können, um sich so eine Belohnung zu verschaffen. Dabei schreckt sie nicht davor zurück, Situationen zu fingieren. Sie plündert leidenschaftlich gern den Kühlschrank und versucht dies den Schafen oder sogar Bitzer in die Schuhe zu schieben. Shaun und Bitzer schaffen es aber regelmäßig, die Sache so zurechtzubiegen, dass sie vom Farmer überführt wird, was immer mit einem Rauswurf aus dem Farmhaus endet. Meist wird die Katzenklappe verschlossen, um ein erneutes Betreten der Wohnung durch die Katze zu verhindern. Wie auch Bitzer zeigt sie ihr menschliches Verhalten gegenüber dem Farmer relativ offen. Im Gegensatz zu Bitzer scheint sie vom Farmer weniger als Arbeiter gesehen zu werden, als vielmehr als Mitbewohnerin. Ihre Krallen fährt sie gerne zur Drohung aus, wenn ihr jemand in den Weg kommt, der schwächer ist als sie. Ansonsten ist sie eher feige und jagt mit Vorliebe die Maus. Generell ist ihr Charakter von Heimtücke und Gehässigkeit geprägt, aber im Gegensatz zu den Schweinen geht sie mit ausgeklügelten und perfiden Plänen vor. Ähnlich wie Bitzer mit dem Stöckchen oder Knochen kann man sie mit einem Wollknäuel außer Gefecht setzen, was sich Shaun hin und wieder zu Nutze macht.
- Mehrere Hennen und eine Kuh (nur in „Shaun als Farmer“ und in „Die Brille“) sowie die Henne, welche ihre Küken sucht (in „Wer ist die Mami?“).
- Der Fuchs versucht gerne die Hühner, den Hahn und sogar die Schafe zu entführen, um sich ein Festmahl zuzubereiten, was aber des Öfteren vereitelt wird.
- Die Maus findet Zuflucht vor der Katze bei den Schafen und wird von diesen beschützt.
- Das schnelle Eichhörnchen Stash bewegt sich so schnell, dass man es nicht sehen kann. So ist es in „Eine harte Nuss“ nur mithilfe einer extra dafür gebauten Konstruktion zu sehen.
- Die Hündin Lexie, welche die Hündin des Farmers Ben ist, kommt in „Bitzer gibt Gas“ vor.

Menschen
- Der Pizza-Ausfahrer mit Moped, der in der örtlichen Pizzeria arbeitet, aber in „Disco in der Scheune“ auch als Postbote fungiert. Oft bedienen sich Bitzer oder Shaun seines Gefährtes.
- Die Oma mit der Handtasche, kurzsichtig und leicht erregbar, schlägt in „Pizza-Service“ auf die verkleideten Schafe ein und fliegt in „Rettet den Baum“ von einer Parkbank.
- Weibliche Bekanntschaften des Bauern in „Ein haariges Problem“ und „Das Date“.
- Die Nichte des Farmers kommt in der gleichnamigen Folge und „Häschen hüpft“ vor. Sie ist die Lieblingsnichte des Farmers und will immer ihren Kopf durchsetzen.
- Familienangehörige des Farmers in „Fröhliche Weihnachten“.
- Zwei Bauarbeiter, die für den Farmer verschiedene Dinge reparieren, in „Baustelle“ und „Wasser marsch!“.
- Die Paketbotin Rita bringt alle Online-Einkäufe des Farmers zur Mossy Bottom Farm (so auch in „(Nicht) lieferbar“).
- Der Farmer Ben, der in der Nähe der Mossy Bottom Farm lebt, kommt in „Hashtag Farmer“ und „Das Pokalschwein“ vor.

Andere
- Ein Außerirdischer in der Folge „Der Außerirdische“ und in „Außerirdische Ticks“, zwei jugendliche und zwei erwachsene Außerirdische in „Shaun und die Aliens“.

### Verhältnis der Figuren zueinander
- Shaun und die übrigen Schafe

Shaun entwickelt sich im Laufe der Serie vom Schaf, welches manchmal lustige Ideen hat, bei denen die übrige Herde mitzieht, zum offiziellen Herdenchef. Das zeigt sich auch in seinem gewandelten Verhältnis zu Bitzer. Er kümmert sich liebevoll um Timmy und sorgt sich um das Wohl seiner Herde. Sich selbst versteht er am ehesten als „Primus inter pares“. Selten kommt es vor, dass er ein anderes Schaf für sein Verhalten maßregelt. Wenn etwas nicht stimmt, was er meist als erster bemerkt, geht er der Sache mit Eigeninitiative nach und verständigt nach Ermessen auch Bitzer. Oft hat er Schwierigkeiten, die anderen Schafe zurückzuhalten.
- Bitzer und die Schafe

Zu Beginn der Serie ist Bitzer sehr damit beschäftigt, wie ein typischer Hütehund die Herde, inklusive Shaun, zu bändigen, was mehr oder weniger gelingt. Er zeichnet sich anfangs durch stark autoritäres Verhalten aus. Man erkennt ihn deutlich als Bevollmächtigten des Farmers. Mit der Zeit entwickelt sich zwischen Bitzer und der Herde aber ein freundschaftliches Verhältnis. Bitzer wird zwar als Respektsperson geachtet, auf seine Autorität greift er jedoch nur noch in Ausnahmefällen mit Hilfe seiner Trillerpfeife zurück. Insbesondere zu Shaun pflegt er später ein nahezu kollegiales Verhältnis, insbesondere wenn es darum geht, den Ablauf des Farmlebens zu besorgen, wenn dieses vom Bauern vernachlässigt wurde. Bitzer steht, solange seine Loyalität zum Farmer nicht beeinträchtigt wird, im Allgemeinen eher auf Seite der Schafe, versucht aber immer möglichst neutral zu bleiben, wenn es darum geht, Streitigkeiten zu klären, die ihn nicht unmittelbar betreffen.
- Die Schafe und die Schweine

Das Verhältnis zwischen Schafen und Schweinen ist durchweg angespannt und konfliktträchtig. Zunächst einmal sind die beiden Parteien Nachbarn, wobei das nachbarschaftliche Verhältnis nicht das beste zu sein scheint. Die Schweine haben jedoch durch ihren weniger stark ausgeprägten Intellekt auch weniger kreative Ideen, weshalb sie oft versuchen, sich an den Unternehmungen der Schafe zu beteiligen bzw. diese an sich zu reißen. Oft wollen sie auch Nutznießer der Errungenschaften der Schafe sein.
- Bitzer und die Schweine

Im Gegensatz zu den Schafen ist Bitzer mit den Schweinen weniger vertraut. Die Schweine achten ihn dafür umso mehr als Respektsperson.
- Shaun und der Farmer

Vom Farmer wird Shaun als ein Schaf wie jedes andere gesehen, und Shaun ist auch bedacht alles zu tun, damit dies so bleibt. Shaun sorgt sich jedoch ebenso wie Bitzer um das Wohl des Bauern. Vermutlich haben sie unterschiedliche Beweggründe dafür. Während Bitzer dies aus Loyalität und Gehorsam tut, scheint Shaun überwiegend daran interessiert zu sein, dass alles so bleibt, wie es bisher ist und keine zu großen Veränderungen auf der Farm stattfinden, damit die Freiheit der Herde weiterhin keine Beeinträchtigung findet.
- Bitzer und der Farmer

Vom Farmer wird Bitzer als Hütehund gesehen, wobei der Farmer die Kompetenzen und Fähigkeiten Bitzers, die weit über die eines normalen Hundes hinausgehen, als selbstverständlich erachtet. Der Farmer erwartet unbedingten Gehorsam, dem Bitzer nachkommen muss, und vertraut ihm auch schwierige Aufgaben an. Bitzer tut alles für den Farmer, wenn dieser ihm etwas befiehlt, ist jedoch hin und wieder auch überfordert und muss auf die Hilfe der Schafe zurückgreifen. Er geht ihm im Haushalt zur Hand und erledigt die ihm übertragenen Aufgaben gewissenhaft. Im Lauf der Serie ändert sich nicht allzu viel am Verhältnis der beiden, wobei Bitzer jedoch immer verantwortungsvollere Aufgaben übertragen bekommt.
- Pidsley und die übrigen Tiere

Pidsley nimmt eine gewisse Sonderstellung ein. Pidsley wohnt im Gegensatz zu allen anderen Tieren im Farmerhaus, was sie als ihr Heilig- und Eigentum betrachtet. Dort hat sie eine gewisse parasitäre Stellung. Die übrigen Tiere sind ihr egal, solange sie in Ruhe ihren Tätigkeiten im Haus nachgehen kann. Sobald sich die Dinge aber nicht ihren Vorstellungen entsprechend verhalten, wird ihr Missmut erregt. Bitzer ist als Handlanger und Arbeiter im Haus geduldet, darüber hinaus aber nicht. Ein Eindringen der Schafe ins Haus ist ein Sakrileg, das gerächt werden muss. Hierbei versucht sie immer, die Tiere in Misskredit beim Farmer zu bringen. Die übrigen Tiere haben kein allzu großes Interesse an Pidsley, da sie allesamt stärker sind und wissen, dass die Katze keine offene Konfrontation suchen wird. Lediglich wenn Pidsley versucht, die Tiere beim Bauern anzuschwärzen, oder wenn die Katze die schwächere Maus jagt, stellen sie sich offen gegen sie.
- Pidsley und der Farmer

Pidsley sieht sich als Herrin im Farmhaus. Der Bauer wird von ihr als notwendiges Übel geduldet, da er ihr doch auch nützlich sein kann. Deshalb schmeichelt sie ihm, wo es geht, ist aber auch darauf bedacht, ihn auszutricksen, wenn es ihr nützt. Sie erhofft sich Belohnungen von ihm für das Denunzieren anderer Tiere. Wenn sie eine Befugnis absichtlich überschreitet, plant sie perfide, wie sie es dem Bauern verkauft, dass dieser die Schuld bei jemand anderem sucht. Selbst Timmy ist vor ihren Intrigen nicht sicher. Sie sieht den Bauern als einen Verbündeten gegen die anderen, würde aber jederzeit die Fronten wechseln, wenn eine Niederlage droht. Der Farmer sieht Pidsley als ein „liebes Kätzchen“ an, das hin und wieder leider gemaßregelt werden muss.

## Produktion
Mit Stand von 2009 gab es 19 einzelne Sets, an denen zur gleichen Zeit gedreht wurde. Jeder der zum damaligen Zeitpunkt beteiligten 14 Animatoren drehte pro Tag rund sieben Sekunden an Material, was pro Woche insgesamt acht Minuten Film erbrachte.

## Ausstrahlung in Deutschland
Da grundsätzlich jede Episode eine abgeschlossene Handlung hat, ist es nicht erforderlich, am Stück hergestellte Staffeln auch so auszustrahlen. So erfolgten die Erstausstrahlungen in mehreren Wellen und in abweichender Reihenfolge im Vergleich zu Großbritannien oder der Nummerierung von Aardman.
Aardman hatte zunächst 40 Episoden hergestellt, die künftig als erste Staffel bezeichnet wurden. Davon zeigte die BBC 20 im März 2007 und 20 im September 2007. In Deutschland hatte die Serie am 7. April 2007 im KiKA Premiere. Samstags und sonntags zeigte der KiKA bis zum 3. Juni 2007 insgesamt 16 Folgen in voller Länge. Da der WDR an der Produktion der Serie beteiligt ist, wurden die Folgen in abweichender Reihenfolge ausgestrahlt, sodass auch bereits Folgen gesendet wurden, die in Großbritannien zu diesem Zeitpunkt noch nicht gezeigt worden waren.
Weitere Folgen ersetzten bis zum Sommer 2007 und aktuell Käpt’n Blaubär zum Abschluss der Sendung mit der Maus. Diese Folgen sind gekürzt, auch wird zu Beginn der Folge kein deutscher Titel angegeben. Von Juli bis September wurde Shaun das Schaf am Sonntagmorgen in der ARD-Sendung Blaubär & Blöd gezeigt – ungekürzt und mit dem kompletten Vorspann; allein das Fehlen eines Episodentitels unterschied diese Ausstrahlung von der regulären KiKA-Serie. Ab dem 19. Oktober 2007 war Shaun wieder – täglich mit zwei Folgen hintereinander – im KiKA zu sehen. Die Ausstrahlung endete am 7. November 2007.
Ab dem 7. Januar 2008 wurde die Serie täglich von Montag bis Donnerstag jeweils um 23:20 auf dem damaligen Sender Einsfestival wiederholt.
Vom Titelsong zur Serie erschien am 21. Dezember 2007 eine Pop-Version. Als Interpret konnte der WDR den Comedian Ralf Schmitz gewinnen.
Vom 11. Mai 2008 (Pfingstsonntag) an war die Serie wieder täglich um 18 Uhr in bunt gemischten Doppelfolgen (also nicht chronologisch) im ARD/ZDF-Kinderkanal KiKA zu sehen.
Am 11. April 2009 strahlte der Sender Einsfestival die ersten 40 Folgen am Stück von 0:30 bis 5:30 Uhr aus.
Die zweite Staffel mit 40 neu hergestellten Folgen wurde erneut abweichend von der Veröffentlichungsreihenfolge der BBC und in mehreren Wellen ausgestrahlt. Sie wurde am 18. Oktober 2009 in der „Sendung mit der Maus“ (11:30 Uhr im Ersten und im KiKA) mit einem Shaun-Special und der ungekürzten Folge 41 eröffnet. Der ARD/ZDF-Kinderkanal (KiKA) startete am Folgetag mit dieser und neun weiteren neuen Folgen und auch die „Maus“ zeigte zehn neue Folgen – die Episoden wurden dann (unter den beiden Sendern) ausgetauscht. Die übrigen 20 neuen Episoden folgten dann ab 11. April 2010; die letzte Neuvorstellung aus dieser Staffel zog sich bis zum 26. Dezember 2010 hin. Etwa die Hälfte der Folgen innerhalb der „Sendung mit der Maus“ wurden i. d. R. sehr unterschiedlich gekürzt: von effektiv (ohne Vor-/Abspann) 6:00 min auf Längen zwischen 3:36 und 5:44 min.
Am 24. und 25. April 2011 strahlte Einsfestival im Nachtprogramm die ungekürzten Folgen der zweiten Staffel aus.
Die dritte Staffel mit 20 neuen Episoden wurde vom ARD/ZDF-Kinderkanal KiKA vom 30. November 2012 bis zum 9. Dezember 2012 jeweils um 18 Uhr ausgestrahlt.
Die 30 neuen Episoden der vierten Staffel wurden wieder in Wellen ausgestrahlt. Am 30. November 2013 strahlte die ARD ab 05 Uhr 30 sieben Episoden aus. Weitere folgten vom 9. Februar 2014 bis zum 9. Juni 2014, einzelne Episoden wurden wesentlich später gezeigt (2015 bis 2019). Die letzte Episode dieser Staffel wurde erst am 18. Februar 2019 erstmals gesendet.
Die fünfte Staffel mit 20 neuen Episoden wurde zwischen dem 17. Januar 2016 und 6. Juni 2016 ausgestrahlt.
Die sechste Staffel mit dem Beinamen Adventures from Mossy Bottom und neuen Nebenfiguren hat 20 neue Episoden, die alle an einem Tag von der BBC gezeigt wurden. In Deutschland wurden je fünf Episoden am 21. und 22. Mai 2020 auf KiKa gezeigt. Die übrigen zehn Episoden wurden vom 4. bis 13. September 2020 ausgestrahlt.
Die Ausstrahlung der in Großbritannien bereits angelaufenen siebenten Staffel ist für den Herbst 2025 im KiKA geplant.

## Ausstrahlung in Österreich
Seit dem 29. Mai 2007 sendete ORF 1 montags bis freitags 20 Folgen von Shaun das Schaf im Rahmen des Kinderprogramms Confetti TiVi (heute: okidoki). Auch heute kann man Shaun das Schaf immer noch im ORF 1 sehen.

## Ausstrahlung in der Schweiz
Seit 2. Juli 2007 wurde die Serie auch auf dem damaligen SF zwei innerhalb des dortigen Kinderprogramms SF tubii gezeigt (heute: Zambo).

## Ausstrahlung in Großbritannien
Auch die BBC hatte die Episoden ursprünglich in Wellen ausgestrahlt.
Seit März 2007 liefen die ersten 20 Episoden von Shaun the Sheep auf BBC One und CBBC. Ab dem 3. September 2007 wurde in Großbritannien der Rest der ersten Staffel gezeigt.
Die ersten 20 Episoden der zweiten Staffel liefen vom 23. November 2009 bis zum 18. Dezember 2009, zehn weitere vom 17. Mai 2010 bis zum 28. Mai 2010 und die restlichen zehn Episoden vom 6. Dezember 2010 bis zum 17. Dezember 2010 im britischen Fernsehen.
Die 20 Episoden der dritten Staffel wurden vom 25. Februar 2013 bis zum 21. März 2013 gezeigt.
Von den 30 Episoden der vierten Staffel wurden 19 vom 3. bis zum 27. Februar 2014, eine am 21. April 2014 und die restlichen zehn vom 8. bis zum 19. Dezember 2014 gezeigt.
Von den 20 Episoden der fünften Staffel wurden die ersten 10 vom 5. bis zum 16. September 2016 und die restlichen vom 7. bis zum 18. November 2016 gezeigt.
Die Staffel 6 (Adventures from Mossy Bottom) wurde komplett am 17. März 2020 gezeigt.
Die Ausstrahlung der im Frühjahr 2024 von Aardman angekündigten neuen 20-teiligen 7. Staffel begann am 24. Mai 2025 auf CBBC mit der Doppelfolge Shirleyverse. Die weiteren Folgen werden seit 26. Mai 2025 wochentags gesendet.

## Liste der Folgen
Im Laufe der Jahre entstanden verschiedene Zählweisen der Staffeln und der Episoden. So wurden z. B. Ausstrahlungswellen mit Herstellungsserien vermischt. Auf der Shaun-das-Schaf-Webseite, die deutsche Version der Shaun-the-Sheep-Webseite, gibt es keine Episodenliste mehr. Die Reihenfolge der deutschen Ausstrahlung unterscheidet sich von der Ausstrahlung in Großbritannien. Der KiKA verwendete zunächst ebenfalls eine eigene Nummerierung. Aktuell entspricht die Episodennummerierung des KiKA auch anderen Quellen.
Die folgende Liste enthält nun die Folgennummer nach aktueller Zählung des KiKA, die Folgennummer der BBC in Großbritannien, den deutschen und englischen Titel, eine Zusammenfassung der Handlung und ferner das Datum der deutschsprachigen Erstausstrahlung (DEA; bei deutschen Erstausstrahlungen als gekürzte Fassung wird auch die spätere deutsche Erstausstrahlung der ungekürzten Version angegeben).
Der KiKA zeigte am 7. April 2007 eine Sendung mit vier Folgen, um anschließend vom 14. April bis zum 3. Juni 2007 jeweils zwei der ersten 16 Folgen (nach alter deutscher Zählung) direkt hintereinander auszustrahlen; auch ab dem 19. Oktober 2007 wurden dort die Episoden im Doppelpack gezeigt. Am 30. Oktober 2007 wurde die deutsche Erstausstrahlung aller ungekürzten Fassungen der ersten Staffel abgeschlossen (es folgten Wiederholungen). Das Datum der Erstausstrahlung findet sich bei der jeweiligen Einzelfolge.
Nur die erste der Episoden zu Das Meisterschaf wurde 2012 in Deutschland gezeigt, zehn weitere am 7. August 2016. Die anderen zehn sind in Deutschland noch nicht ausgestrahlt worden.
Die Staffeln wurden entsprechend der Series-Nummerierung durch den Hersteller Aardman Animations betrachtet.
In der zweiten Staffel wurden Neuerungen eingeführt:
- Die Modellierungstechnik wurde geändert, so dass die Figuren schneller nach einem Baukastensystem animiert werden können. Dadurch wirken die Gesichter einiger Figuren etwas gestückelt.
- Die Körper von Bitzer und Pidsley die Katze erhielten eine an Fell erinnernde Struktur.
- Die drei Schweine wurden ebenfalls ein wenig verändert.
- Statt mit Einzelbildern einer SDTV-Videokamera wurden die Einzelbilder mit einer hochauflösenden Digitalkamera aufgenommen und anschließend in HD zusammengeschnitten.

Mit der dritten Staffel besitzen die Figuren wieder das aus der ersten Staffel bekannte Aussehen.
| Nr. des KiKA | Nr. der BBC | Deutscher Titel        | Englischer Titel            | DEA                                                                                                  |
| --- | ----------- | ---------------------- | --------------------------- | --- |
| 01 | 01          | Gemüsefußball          | Off The Baa!                | 8. April 2007 (Sendung mit der Maus), 29. Mai 2007 (ORF1), 23. Oktober 2007 (KiKA)                   |
| Ein Kohlkopf, der auf dem Feld landet, eignet sich auch als Ball und führt zu einem rasanten Fußballspiel zwischen den Schafen. Die Schweine haben allerdings einen anderen Plan für den Kohlkopf. |             |                        |                             | |
| 02 | 17          | Bitzer ist verliebt    | Fetching                    | 15. April 2007 (KiKA)                                                                                |
| Der in eine Hündin von Urlaubern verliebte Bitzer bemerkt nicht, dass die Schafherde das Innere des Bauernhauses verwüstet. Bitzer und Shaun müssen für Ordnung sorgen, bevor der Bauer etwas bemerkt. |             |                        |                             | |
| 03 | 02          | Badetag                | Bathtime                    | 14. April 2007 (KiKA)                                                                                |
| Die Schafe sollen gebadet werden, allerdings in eiskaltem Wasser. Also machen sich Shaun und die Herde auf, um heimlich warmes Wasser aus dem Haus des Bauern zu besorgen. |             |                        |                             | |
| 04 | 16          | Zirkus um Timmy        | Big Top Timmy               | 17. Juni 2007 (Sendung mit der Maus), 1. Juni 2007 (ORF eins), 24. Oktober 2007 (KiKA)               |
| Ein Zirkus hat neben der Weide sein Zelt aufgeschlagen. Timmy, das Lamm, büchst dorthin aus, und es ist an den übrigen Schafen, es wieder zurückzuholen. |             |                        |                             | |
| 05 | 09          | Der Stier              | The Bull                    | 22. April 2007 (Sendung mit der Maus), 4. Juni 2007 (ORF eins), 24. Oktober 2007 (KiKA)              |
| Ein wilder Stier steht plötzlich auf der Weide. Als es die Schweine schaffen, die Schafe auch noch einzufärben, sieht der Stier buchstäblich rot. |             |                        |                             | |
| 06 | 11          | Der Drachen            | The Kite                    | 7. April 2007 (KiKA)                                                                                 |
| Ein Drachen weht über die Weide und bleibt schließlich in einem Baum hängen. Shaun und die Herde versuchen eine Menge, um ihn herunterzubekommen. |             |                        |                             | |
| 07 | 03          | Abspecken mit Shaun    | Shape Up With Shaun         | 7. April 2007 (KiKA), 15. April 2007 (Sendung mit der Maus)                                          |
| Shirley, das dicke Schaf, hat noch weiter zugenommen. Shaun verordnet ihr ein Fitnessprogramm, das kurzfristig auch großen Erfolg zeigt. |             |                        |                             | |
| 08 | 13          | Summen der Bienen      | Buzz Off Bees               | 14. April 2007 (KiKA)                                                                                |
| Shaun verärgert eine Biene; daraufhin will sich der ganze Schwarm an der Schafherde rächen und dabei noch dem Hund Bitzer sein Marmeladenbrot streitig machen. |             |                        |                             | |
| 09 | 04          | Timmys Teddy           | Timmy In A Tizzy            | 7. April 2007 (KiKA)                                                                                 |
| Timmy, das Lamm, ist untröstlich, als ihm der Bauer seinen geliebten Teddy wegnimmt. Shaun ersinnt eine kühne Rettungsaktion, die allerdings beinahe an der Hauskatze scheitert. |             |                        |                             | |
| 10 | 07          | Die Rasenmäher-Ziege   | Mower Mouth                 | 6. Mai 2007 (Sendung mit der Maus), 12. Juni 2007 (ORF eins), 25. Oktober 2007 (KiKA)                |
| Eine gefräßige Ziege frisst alles, was ihr zwischen die Zähne kommt, auch das Gras auf der Schafweide. Shaun versucht, sie zu stoppen. |             |                        |                             | |
| 11 | 08          | Pizza-Service          | Take Away                   | 13. Mai 2007 (Sendung mit der Maus), 13. Juni 2007 (ORF eins), 26. Oktober 2007 (KiKA)               |
| Die Schafe haben Appetit auf Pizza und machen sich als Mensch verkleidet auf in eine Pizzeria. |             |                        |                             | |
| 12 | 18          | Die Maulwurfshügel     | Mountains Out Of Molehills  | 10. Juni 2007 (Sendung mit der Maus), 14. Juni 2007 (ORF eins), 26. Oktober 2007 (KiKA)              |
| Die Schafe bekommen es mit einem renitenten Maulwurf zu tun, der ihre Weide heimsucht. |             |                        |                             | |
| 13 | 12          | Das kleine Horrorschaf | Little Sheep of Horrors     | 22. April 2007 (KiKA)                                                                                |
| Ein Horrorfilm auf Video interessiert sowohl den Bauern als auch die Schafe. Timmy, das Lamm, schleicht sich danach in das Haus, und Shauns Rettungsaktion sorgt beim Bauern für unheimliche Erlebnisse. |             |                        |                             | |
| 14 | 05          | Die Apfelernte         | Scrumping                   | 3. Juni 2007 (Sendung mit der Maus), 18. Juni 2007 (ORF eins), 25. Oktober 2007 (KiKA)               |
| Die Schafe wollen Äpfel von einem Baum, der von den Schweinen kontrolliert wird. Ein regelrechter Kampf um die Früchte bricht aus. |             |                        |                             | |
| 15 | 10          | Disco in der Scheune   | Saturday Night Shaun        | 29. April 2007 (Sendung mit der Maus), 19. Juni 2007 (ORF eins), 27. Oktober 2007 (KiKA)             |
| Mittels eines alten Plattenspielers funktionieren die Schafe die Scheune in eine Disco um, bis die Schweine die Party stören. |             |                        |                             | |
| 16 | 06          | Das Stillleben         | Still Life                  | 15. April 2007 (KiKA)                                                                                |
| Der Bauer versucht sich als Kunstmaler und beginnt ein Ölgemälde auf der Weide, doch wirkliches Talent haben nur seine Schafe. |             |                        |                             | |
| 17 | 20          | Spuk in der Scheune    | Things That Go Bump         | 24. Juli 2007 (SF zwei), 30. Oktober 2007 (KiKA), 27. Januar 2008 (Sendung mit der Maus)             |
| In einer Gewitternacht geht scheinbar etwas Unheimliches in der Scheune vor. Doch Shaun geht der Sache auf den Grund. |             |                        |                             | |
| 18 | 19          | Wer ist die Mami?      | Who’s the Mummy?            | 21. April 2007 (KiKA)                                                                                |
| Frisch geschlüpfte Küken halten Shaun für ihre Mutter und folgen ihm auf Schritt und Tritt, sehr zum Verdruss von Shaun und der Henne. |             |                        |                             | |
| 19 | 15          | Shaun als Fotograf     | Shaun Shoots the Sheep      | 26. Juli 2007 (SF zwei), 30. Oktober 2007 (KiKA), 20. Januar 2008 (Sendung mit der Maus)             |
| Die Schafe entdecken eine verlorene Sofortbildkamera und ihr Fototalent. Doch auch die fiesen Schweine haben Interesse an der Kamera. |             |                        |                             | |
| 20 | 14          | Der große Ausbruch     | Fleeced                     | 7. April 2007 (KiKA), 20. Mai 2007 (Sendung mit der Maus)                                            |
| Die Schafe haben große Angst davor, geschoren zu werden. So hecken sie einen Plan aus, um zu entkommen. |             |                        |                             | |
| 21 | 22          | Der Ausflug            | Sheep on the Loose          | 29. April 2007 (KiKA)                                                                                |
| Die Schafherde fährt mit dem Bus auf den Rummelplatz. Während Bitzer versucht, sie zurückzuholen, muss sich Shaun allerhand einfallen lassen, um dem Bauern vorzugaukeln, alle Schafe seien noch da. |             |                        |                             | |
| 22 | 27          | Spuren im Beton        | Bitzer Puts His Foot In It  | 28. April 2007 (KiKA)                                                                                |
| Der Bauer betoniert seinen Hof, und die Schafe machen sich einen Spaß daraus, Spuren im frischen Beton zu hinterlassen – sehr zum Ärger von Bitzer, der die Fläche bewachen soll. |             |                        |                             | |
| 23 | 28          | Schluckauf             | Hiccups                     | 22. April 2007 (KiKA)                                                                                |
| Shirley, das dicke Schaf, bekommt Schluckauf. Shaun und Bitzer tun alles, um sie zu heilen. |             |                        |                             | |
| 24 | 23          | Waschtag               | Washday                     | 29. April 2007 (KiKA)                                                                                |
| Die Schafe spielen mit der Wäsche des Bauern auf dem Wäscheständer und müssen sie nachher wieder sauber bekommen, wobei allerdings einiges zerstört wird. |             |                        |                             | |
| 25 | 35          | Der neue Traktor       | Troublesome Tractor         | 21. April 2007 (KiKA), 23. September 2007 (Sendung mit der Maus)                                     |
| Der Traktor ist kaputt, und der Bauer wünscht sich ein neues aufgemotztes Luxusmodell. Die Schafe bauen ihm dieses heimlich, vergessen allerdings ein entscheidendes Teil. |             |                        |                             | |
| 26 | 37          | Die Schatzsucher       | Heavy Metal Shaun           | 28. April 2007 (KiKA)                                                                                |
| Mit einem Metallsuchgerät begibt sich der Bauer auf der Weide auf Schatzsuche, was auch die Schafherde neugierig macht. |             |                        |                             | |
| 27 | 26          | Zahnschmerzen          | Tooth Fairy                 | 27. Mai 2007 (Sendung mit der Maus), 29. Oktober 2007 (KiKA)                                         |
| Bitzer plagen schreckliche Zahnschmerzen. Shaun versucht zu helfen. |             |                        |                             | |
| 28 | 33          | Camping-Chaos          | Camping Chaos               | 8. August 2007 (SF zwei), 22. Oktober 2007 (KiKA)                                                    |
| Ein Camper hat auf der Wiese sein Zelt aufgestellt und verbreitet eine ziemliche Sauerei. Nachdem die Schafe das Campen auch einmal getestet haben, lösen sie ihr Müllproblem grundlegend. |             |                        |                             | |
| 29 | 39          | Rettet den Baum        | Save The Tree               | 1. Juli 2007 (Sendung mit der Maus), 27. Oktober 2007 (KiKA)                                         |
| Es ist so kalt, dass der Bauer schon wieder neues Brennholz braucht. Als er im Wald kein Glück hat, nimmt er ausgerechnet den Lieblingsbaum der Schafe ins Visier. Shaun und Co. wollen ihn unbedingt retten, denn der geheime Spielplatz mit Schaukeln und Hängematten bietet alles, was das Herz begehrt. Doch die Herde hat keinen Erfolg: Entschlossen setzt der Bauer die Säge an, als er plötzlich eine überraschende Entdeckung macht. |             |                        |                             | |
| 30 | 25          | Shaun als Farmer       | Shaun The Farmer            | 8. Juli 2007 (Sendung mit der Maus), 23. Oktober 2007 (KiKA)                                         |
| Der Bauer ist krank, und Bitzer muss ihn pflegen. Daher übernehmen die Schafe die sonstigen Aufgaben auf dem Hof. |             |                        |                             | |
| 31 | 30          | Schafwandeln           | Sheepwalking                | 13. August 2007 (SF zwei), 22. Oktober 2007 (KiKA)                                                   |
| Eines Nachts beginnt Shaun schlafzuwandeln und weckt dabei die anderen Schafe. Während er jedoch seine gefährliche Wanderung über die Farm mit geschlossenen Augen mit Leichtigkeit meistert, hat die Herde Schwierigkeiten, ihm zu folgen. |             |                        |                             | |
| 32 | 32          | Die Nichte des Farmers | The Farmer’s Niece          | 14. August 2007 (SF zwei), 20. Oktober 2007 (KiKA)                                                   |
| Die Nichte des Bauern ist zu Besuch. Während sie in seiner Anwesenheit immer das entzückende kleine Mädchen spielt, erweist sie sich gegenüber Bitzer, der auf sie aufpassen soll, und gegenüber den Schafen als freche Göre. |             |                        |                             | |
| 33 | 36          | Kleb an mir            | Stick With Me               | 15. August 2007 (SF zwei), 19. Oktober 2007 (KiKA), 13. Januar 2008 (Sendung mit der Maus)           |
| Die Brille des Bauern ist kaputt und Bitzer repariert sie. Er verkleckert dabei den Superkleber, so dass im Laufe des Tages auf der Farm einiges zusammenklebt, was nicht zusammengehört. |             |                        |                             | |
| 34 | 29          | Hitzefrei              | If You Can't Stand The Heat | 24. Juni 2007 (Sendung mit der Maus), 28. Oktober 2007 (KiKA)                                        |
| An einem heißen Sommertag möchten der Bauer und Bitzer den Pool für sich alleine haben. Doch die Schafe finden einen Weg, auch zu baden. |             |                        |                             | |
| 35 | 31          | Aufräumen              | Tidy Up                     | 17. August 2007 (SF zwei), 26. August 2007 (Sendung mit der Maus), 28. Oktober 2007 (KiKA)           |
| Statt den Müll auf den Abfallhaufen zu bringen, verteilt Bitzer ihn versehentlich auf der Weide. Der Bauer ist sauer und befiehlt seinem Hund, wieder aufzuräumen. Der spannt jedoch die Schafe dafür ein, die für ein noch größeres Chaos sorgen. |             |                        |                             | |
| 36 | 24          | Der Außerirdische      | The Visitor                 | 19. Oktober 2007 (KiKA)                                                                              |
| Die Schafe werden eines Nachts von einem UFO geweckt, das auf der Weide bruchgelandet ist. Der einäugige Außerirdische, der dem UFO entsteigt, hat zwar Wachhund Bitzer sofort im Griff, braucht aber die Hilfe der Schafe, um sein Gefährt zu reparieren. |             |                        |                             | |
| 37 | 34          | Der Roboterhund        | Helping Hound               | 21. Oktober 2007 (KiKA)                                                                              |
| Da Bitzer die Schafherde nicht im Griff hat, stellt der Bauer ihm einen Roboterhund zur Seite. Doch dieser entwickelt bald ein unerwünschtes Eigenleben, und so ist Shauns Einfallsreichtum gefordert, um den Roboter auszutricksen. |             |                        |                             | |
| 38 | 38          | Schnarchalarm          | Snore-Worn Shaun            | 20. Oktober 2007 (KiKA), 2. September 2007 (Die Sendung mit der Maus)                                |
| Es ist Nacht, und alle Schafe schlafen. Shirley schnarcht so laut, dass alle anderen Schafe aufwachen. Sie bringen die stets schlafende Shirley nach draußen, wovon auch der Farmer aufwacht. Letztendlich schaffen sie es, unbemerkt vom Farmer einen Schlafplatz für Shirley zu finden. Die Schafherde, Bitzer und der Farmer legen sich gerade wieder schlafen, als bereits der Hahn kräht.                                                |             |                        |                             | |
| 39 | 40          | Shaun und die Aliens   | Shaun Encounters            | 21. Oktober 2007 (KiKA), 25. November 2007 und 3. Februar 2008 (Die Sendung mit der Maus)            |
| Erneut landet ein UFO auf der Farm, dieses Mal mit zwei kleinen, frechen Alien-Kindern, die sich über Bitzer und Shaun lustig machen, bevor sie das Bauernhaus als Spielplatz entdecken. Bitzer versucht vergeblich zu verhindern, dass sie dort Schaden anrichten oder gar den Bauern wecken. |             |                        |                             | |
| 40 | 21          | Abrakadabra            | Abracadabra                 | 19. August 2007 (Blaubär & Blöd), 23. September 2007 (Sendung mit der Maus), 29. Oktober 2007 (KiKA) |
| Shaun experimentiert mit Dingen aus einem Zauberkasten, den der Farmer weggeworfen hat. Dabei werden Bitzer und die Schafe unsichtbar. |             |                        |                             | |

| Nr. des KiKA | Nr. der BBC | Deutscher Titel                      | Englischer Titel              | DEA                                                                                                  |
| --- | ----------- | ------------------------------------ | ----------------------------- | --- |
| 41 | 41          | Doppeltes Unheil                     | Double Trouble                | 18. Oktober 2009 (Sendung mit der Maus)                                                              |
| Zu verlockend ist die Altkleiderkiste für Shaun: Unbemerkt plündert er sie und verkleidet sich als Bauer. In dem Kostüm tanzt sogar Hofhund Bitzer nach seiner Pfeife! Doch der Bauer wundert sich sehr, als er nicht ganz ausgeschlafen plötzlich seinem eigenen Spiegelbild gegenübersteht. (dt. Aardman-Arbeitstitel: Ein Unheil kommt selten allein)                        |             |                                      |                               | |
| 42 | 42          | Voll auf der Linie                   | Draw The Line                 | 20. Oktober 2009 (KiKA)                                                                              |
| Der Bauer spielt mit Bitzer Fußball. Als ein Straßenbauarbeiter mit einer Linienmalmaschine vorbeikommt, nutzen sie das Gerät, um das Spielfeld einzuzeichnen. Doch auch die Schafe sind neugierig geworden und veranstalten mit der Maschine ein wildes Rennen, was schließlich durch die chaotischen Malarbeiten zu einem Verkehrschaos führt.                                |             |                                      |                               | |
| 43 | 43          | Schaflose Nacht                      | Sheepless Nights              | 21. Oktober 2009 (KiKA)                                                                              |
| Das Dach im Schafstall ist undicht, es regnet rein. Die Schafe suchen ein trockenes Quartier und landen ausgerechnet bei den Schweinen. (dt. Aardman-Arbeitstitel: Schlimme-Nacht-Geschichte) |             |                                      |                               | |
| 44 | 44          | Das Hüpfschaf                        | Spring Lamb                   | 19. Oktober 2009 (KiKA)                                                                              |
| Timmy ist schmutzig und müffelt. Seine Mutter will ihn baden und er büxt aus. Auf der "Flucht" verklemmt sich sein Schwanz im Müllhaufen in eine dort liegende Sprungfeder und Timmy hüpft fortan wild durch die Gegend. Um ihn wieder einzufangen, rüsten die anderen Schafe sich auch mit Sprungfedern aus. Am Ende muss Timmy baden und will nicht wieder aus der Wanne.     |             |                                      |                               | |
| 45 | 45          | Tanz in der Nacht                    | Strictly No Dancing           | 23. Oktober 2009 (KiKA)                                                                              |
| Der Bauer findet im Müll seine alten Schallplatten. Beschwingt von der Musik tanzt er mit Stubenkater Pidsley die Nacht durch, ganz zum Missfallen der Schafe, die bei dem Lärm nicht schlafen können. |             |                                      |                               | |
| 46 | 46          | Der Golfprofi                        | Who’s The Caddy?              | 21. Oktober 2009 (KiKA)                                                                              |
| Die Tiere veranstalten ein Golfspiel im Garten, bei dem so einiges zu Bruch geht. |             |                                      |                               | |
| 47 | 47          | Ein haariges Problem                 | Hair Today, Gone Tomorrow     | 19. Oktober 2009 (KiKA)                                                                              |
| Für eine Verabredung mit einer Dame hat sich der Bauer ein Toupet besorgt, das seine Glatze verdecken soll. Doch das Teil erregt auch die Begehrlichkeiten der Tiere. |             |                                      |                               | |
| 48 | 48          | Ein neuer Freund                     | Bagpipe Buddy                 | 22. Oktober 2009 (KiKA)                                                                              |
| Die Schafe entdecken einen Dudelsack, den sie für ein seltsames Tier halten. (dt. Aardman-Arbeitstitel: Unser Freund der Dudelsack) |             |                                      |                               | |
| 49 | 49          | Supersize Timmy                      | Supersize Timmy               | 22. Oktober 2009 (KiKA)                                                                              |
| Der Bauer probiert ein neues Wachstumsmittel an einer Tomate aus. Nachdem Timmy diese angeknabbert hat, mutiert er zu einem Riesenbaby. |             |                                      |                               | |
| 50 | 50          | Ausgesperrt                          | Lock Out                      | 20. Oktober 2009 (KiKA)                                                                              |
| Der Bauer hat sich nachts ausgesperrt und übernachtet notgedrungen bei den Schafen im Stall. Diese sind jedoch von dem Schnarcher wenig angetan und verfrachten ihn zurück ins Haus. Und wenn man schon mal vor Ort ist, wird gleich der Kühlschrank geplündert und eine Party im Wohnzimmer veranstaltet.                                                                      |             |                                      |                               | |
| 51 | 51          | Das Auge der Mieze                   | Cheetah Cheater               | 13. Dezember 2009 (Sendung mit der Maus/gekürzt), 15. Mai 2010 (Das Erste)                           |
| Als die Mieze im Fernsehen ihre großen Verwandten bei der Jagd sieht, ist sie wie elektrisiert: So furchteinflößend möchte sie auch mal sein! Flugs näht sie sich aus dem Leopardenmustermantel des Bauern einen Catsuit und verbreitet Angst und Schrecken unter den Schafen…                                                                                                  |             |                                      |                               | |
| 52 | 52          | Die Brille                           | Ewe’ve Been Framed            | 29. November 2009 (Sendung mit der Maus)                                                             |
| So ein Pech, die Brille ist kaputt! Der Bauer ist fast blind und bringt alles durcheinander: Er melkt den Traktor, verpasst der Kuh einen Ölwechsel und liefert sich einen Faustkampf mit der Vogelscheuche. Erst ein innovatives Brillenmodell Marke Shaun verleiht ihm einen ganz neuen Durchblick…                                                                           |             |                                      |                               | |
| 53 | 53          | Bitzers neuer Hut                    | Bitzer’s New Hat              | 20. Dezember 2009 (Sendung mit der Maus/gekürzt), 22. Mai 2010 (Das Erste)                           |
| Der Bauer verpasst Bitzer eine scheußliche neue Mütze. Bitzer ist durch den Verlust seiner geliebten alten Mütze völlig aufgelöst. Die Schafherde versucht ihn mit einer Reihe aufregender alternativer Kopfbedeckungen aufzuheitern… |             |                                      |                               | |
| 54 | 54          | Die Landmaus                         | Hide and Squeak               | 10. Januar 2010 (Sendung mit der Maus/gekürzt), 1. Mai 2010 (Das Erste)                              |
| Eine Maus treibt den Bauern vor Angst auf einen Stuhl. Pidsley geht dem Lärm erst recht gelangweilt nach, setzt dann aber alles daran, die Maus zu fangen. Shaun und die Herde möchten das verhindern… (dt. Aardman-Arbeitstitel: Maus auf dem Land) |             |                                      |                               | |
| 55 | 55          | Das Date                             | Frantic Romantic              | 23. Oktober 2009 (KiKA)                                                                              |
| Der Bauer veranstaltet mit seiner neuen Bekanntschaft ein Picknick auf der Wiese. Als die Schafe das viele Essen sehen, können sie sich nicht mehr zurückhalten… (dt. Aardman-Arbeitstitel: Das Rendezvous) |             |                                      |                               | |
| 56 | 56          | Ausverkauf                           | Everything Must Go            | 22. November 2009 (Sendung mit der Maus)                                                             |
| Alles muss weg, als der Bauer am Straßenrand einen Stand aufstellt und Bitzer den Verkauf überlässt. Der faule Schäferhund wird bald seiner Rolle müde und übergibt Shaun die Arbeit. Der erweist sich als viel besserer Verkäufer und verkauft unter Mithilfe der Herde so ziemlich das gesamte weltliche Eigentum des Bauern… (dt. Aardman-Arbeitstitel: Abverkauf)           |             |                                      |                               | |
| 57 | 57          | Partylöwen                           | Party Animals                 | 14. Februar 2010 (Sendung mit der Maus)                                                              |
| Der Bauer bereitet seinen Geburtstag vor. Bitzer gehen auf dem Weg zum Briefkasten die Einladungen verloren. Um dem Bauern eine Enttäuschung zu ersparen, springen die Schafe verkleidet als Gäste ein. |             |                                      |                               | |
| 58 | 58          | Körpertausch                         | Cat Got Your Brain            | 7. Februar 2010 (Sendung mit der Maus/gekürzt), 8. Mai 2010 (Das Erste)                              |
| Zwei Alien-Wissenschaftler beamen die Katze Pidsley und Shaun an Bord ihres Raumschiffes. Durch stümperhafte Bedienung ihrer Apparaturen vertauschen sie die Gehirne der beiden, bevor sie zum Bauernhof zurückgebracht werden, und es entstehen absurde Situationen… |             |                                      |                               | |
| 59 | 59          | Frisch verliebt                      | Two’s company                 | 21. Februar 2010 (Sendung mit der Maus/gekürzt), 22. Mai 2010 (Das Erste)                            |
| Bei der Rettung von Timmy springt Bitzer auf die Straße und stoppt einen vorbeifahrenden Schaftransporter. Dabei fällt ein weibliches Schaf herunter, das gleich Bekanntschaft mit Shaun macht. Während Bitzer dem Transporter hinterjagt, versuchen Shaun und seine neue Freundin der Neugier der anderen Schafe zu entkommen. (dt. Aardman-Arbeitstitel: Traute Zweisamkeit)  |             |                                      |                               | |
| 60 | 60          | Die Hundehütte                       | In The Doghouse               | 6. Dezember 2009 (Sendung mit der Maus)                                                              |
| Als Bitzers Hütte zusammenkracht, beschließt der Hütehund auszuwandern. Das will Shaun verhindern – und zwar mit einem richtig schönen Geschenk! Gemeinsam mit seinen Freunden schleicht er sich nachts ins Bauernhaus, um per Internet das schickste Hundehüttenmodell weit und breit zu ordern …                                                                              |             |                                      |                               | |
| 61 | 61          | Schiff ahoi!                         | The Boat                      | 11. April 2010 (Sendung mit der Maus)                                                                |
| Der Bauer schleppt ein altes Schiff auf den Hof. Bitzer soll das gute Stück auf Vordermann bringen, doch die Arbeiten geraten schnell außer Kontrolle. Shaun und seine Freunde entern den Kahn und geraten in einen wilden Piratenkampf mit den fiesen Schweinen. |             |                                      |                               | |
| 62 | 62          | Abgehoben                            | What’s Up, Dog?               | 5. Dezember 2010 (KiKA)                                                                              |
| Eine Ballonfahrerin landet auf der Weide, um den Bauern zu besuchen und zu einem Ausflug abzuholen. Shaun und seine Freunde sind von dem Heißluftballon ganz fasziniert und werden unbeabsichtigt in den Himmel getragen. Unten versucht der verzweifelte Bitzer, die Schafe sicher auf den Erdboden zurückzubringen.                                                           |             |                                      |                               | |
| 63 | 63          | Die Entführung                       | Cock-a-Doodle Shaun           | 2. Mai 2010 (Sendung mit der Maus)                                                                   |
| Ach du Schreck, der Hahn ist weg! Bei der Morgentoilette entdeckt Shaun, dass der Fuchs den Hahn entführt hat. Gemeinsam mit Hofhund Bitzer klügelt er einen gewieften Rettungsplan aus, bei dem Bitzer sein schauspielerisches Talent unter Beweis stellt. Werden sie es schaffen, den Hahn vor dem Kochtopf zu retten?                                                        |             |                                      |                               | |
| 64 | 64          | Fit wie Bitzer                       | Bitzer’s Basic Training       | 16. Mai 2010 (Sendung mit der Maus)                                                                  |
| Der Bauer ist unzufrieden: Bitzer räkelt sich faul im Liegestuhl, während die Schafe die Zufahrt zum Hof verstopfen. Vielleicht sollte er sich einen neuen Hütehund zulegen? Um das zu verhindern, bringt Shaun Bitzer mit einem knallharten Trainingsprogramm auf Trab. Bald führt Bitzer ein strenges Regiment, das nicht nur den Schafen ziemlich schnell auf den Keks geht. |             |                                      |                               | |
| 65 | 65          | Ein schwerer Brocken                 | Chip off the old Block        | 25. April 2010 (Sendung mit der Maus)                                                                |
| Armer Timmy! Der Bauer hat aus Versehen den Lieblingsteddy des Lämmchens unter einem riesigen Felsklotz begraben, an dem er sich jetzt als Bildhauer versuchen will. Während Bitzer dem Künstler widerwillig Modell steht, unternehmen die Schafe alles, um Timmys Teddy wieder zu befreien…                                                                                    |             |                                      |                               | |
| 66 | 66          | Schweineärger                        | Pig Trouble                   | 5. Dezember 2010 (KiKA)                                                                              |
| Als Bitzer sich den Fuß verletzt, sollen die Schweine seine Aufgaben übernehmen. Die machthungrigen Schweine nutzen die Gelegenheit, den Hof in ein Schweine-Paradies zu verwandeln – auf Kosten der Schafe. Bitzer versucht vergeblich, den Bauern zu warnen, was hinter seinem Rücken los ist…                                                                                |             |                                      |                               | |
| 67 | 67          | Bitzer – Das Ungeheuer aus dem Teich | Bitzer from the Black Lagoon  | 27. Juni 2010 (Sendung mit der Maus/gekürzt), 6. Dezember 2010 (KiKA)                                |
| Bei dem Versuch, seinen Ball zu holen, fällt Bitzer in einem schlammigen Tümpel. Als Shaun ein großes „Ding“ glucksend über das Feld watscheln sieht, ist er überzeugt, dass die Herde durch ein Sumpfmonster angegriffen wird. |             |                                      |                               | |
| 68 | 68          | Zebra-Enten                          | Zebra Ducks of the Serengeti  | 3. Dezember 2010 (KiKA)                                                                              |
| Nachdem sie mit Ruß verschmutzt wurden, werden zwei glücklose Enten für ein Paar der seltenen afrikanischen Zebraenten gehalten. Der Bauer sieht einen Weg, Geld zu verdienen, und verwandelt die Schafweide in ein exotisches Entengehege, welches er freudig dem Publikum öffnet. Shaun weiß den Verlust seiner Wiese nicht zu schätzen und beginnt, den Betrug aufzuklären.  |             |                                      |                               | |
| 69 | 69          | Triller-Pfeifer                      | Whistleblower                 | 18. Juli 2010 (Sendung mit der Maus/gekürzt), 3. Dezember 2010 (KiKA)                                |
| Bitzer verliert seine wertvolle Pfeife und probiert eine Trompete als Ersatz aus. Es dauert nicht lange und die Kraft der Trompete steigt ihm zu Kopf. Seine Fanfaren und sein Gebläse im Jazz-Stil vertreiben die Herde. |             |                                      |                               | |
| 70 | 70          | Raserei                              | The Big Chase                 | 25. Juli 2010 (Sendung mit der Maus)                                                                 |
| Als Timmy mit dem brandneuen Quad-Bike des Bauern davonfährt, machen sich Shaun, Bitzer und die Herde mit allen verfügbaren Mitteln an die Verfolgung. Schon bald sind fast alle Bauernhoftiere bei der Jagd dabei. Können sie Timmy retten und das Quad-Bike zurückbringen, bevor der Bauer etwas bemerkt?                                                                     |             |                                      |                               | |
| 71 | 71          | Die diebische Elster                 | The Magpie                    | 13. Juni 2010 (Sendung mit der Maus)                                                                 |
| Eine Elster nistet im großen Baum und verursacht Chaos durch den Diebstahl aller möglichen Dinge rund um den Bauernhof. Ob Timmys Roboter, Bitzers Trillerpfeife oder das Besteck des Bauern – nichts ist vor ihr sicher. Das Nest beginnt sich mit Beute zu füllen und Shaun muss sich einen genialen Plan überlegen, um den diebischen Vogel zu überlisten.                   |             |                                      |                               | |
| 72 | 72          | Operation Mieze                      | Operation Pidsley             | 6. Dezember 2010 (KiKA)                                                                              |
| Die Schafe schmeißen eine wilde Party im Haus des Bauern. Am nächsten Morgen droht die hinterhältige Katze Pidsley, dem Bauern Beweisfotos davon zu zeigen. Shaun und Bitzer versuchen, Pidsley die Bilder wieder abzunehmen. |             |                                      |                               | |
| 73 | 73          | Die Schlammschlacht                  | Pig Swill Fly                 | 7. Dezember 2010 (KiKA)                                                                              |
| Der Hof ist tadellos in Ordnung und alle zeigen sich von ihrer besten Seite, als der gefürchtete Farm-Inspektor ihnen einen Besuch abstattet. Während der Kontrolleur das Innere des Bauernhauses überprüft, bricht draußen ein Krieg zwischen den Schafen und den Schweinen aus. Bitzer versucht zu verhindern, dass der Inspektor merkt, wie das Chaos eskaliert.             |             |                                      |                               | |
| 74 | 74          | Das Roll-Schaf                       | Shirley Whirly                | 7. Dezember 2010 (KiKA)                                                                              |
| Shirley hat mal wieder so kräftig zugenommen, dass sie sich nicht mehr selbst bewegen kann. Shaun hat die rettende Idee, das Unterteil eines alten Schreibtischstuhls als Rollgestell für Shirley umzubauen. Eine noch hinzugefügte Fernsteuerung macht den Spaß perfekt. |             |                                      |                               | |
| 75 | 75          | Fuchs im Schafspelz                  | Foxy Laddie                   | 8. Dezember 2010 (KiKA)                                                                              |
| Der Fuchs verkleidet sich als Schafbock und mischt sich unter die Herde, um Timmy zu fressen. |             |                                      |                               | |
| 76 | 76          | Bitzer-Billard                       | Shaun Goes Potty              | 8. Dezember 2010 (KiKA)                                                                              |
| Auf der Farm wird ein neuer Billardtisch angeliefert. Bevor der Bauer ihn nach drinnen bringen kann, spielen Bitzer und die Herde eine Partie mit verheerenden Folgen. Sie müssen den Schaden reparieren, bevor es der Bauer bemerkt. |             |                                      |                               | |
| 77 | 77          | Das Windrad                          | An Ill Wind                   | 12. September 2010 (Sendung mit der Maus)                                                            |
| Der Bauer erhält eine riesige Stromrechnung und beschließt, seine eigene Windkraftanlage zu bauen, um das Bauernhaus mit Strom zu versorgen. |             |                                      |                               | |
| 78 | 78          | Ein warmes Plätzchen                 | Fireside Favourite            | 9. Dezember 2010 (KiKA)                                                                              |
| Der Bauer nimmt den erkälteten Bitzer mit ins Haus und bereitet ihm ein Krankenlager vor dem Kamin. Das sieht die Katze Pidsley gar nicht gerne und der Streit nimmt seinen Lauf. |             |                                      |                               | |
| 79 | 79          | Winter-Olympiade                     | Snowed in                     | 9. Dezember 2010 (KiKA)                                                                              |
| Während sich die Tiere im ersten Schnee vergnügen, versucht der Bauer aus dem eingeschneiten Haus herauszukommen. |             |                                      |                               | |
| 80 | 80          | Fröhliche Weihnachten                | We Wish Ewe A Merry Christmas | 26. Dezember 2010 (Sendung mit der Maus/gekürzt) / 25. Dezember 2011 (Sendung mit der Maus/komplett) |
| Der Bauer verteilt als Weihnachtsmann verkleidet Geschenke an die Tiere. Die Tiere sind gerührt und zeigen sich erkenntlich. |             |                                      |                               | |

| Nr. des KiKA | Nr. der BBC | Deutscher Titel      | Englischer Titel   | DEA                      |
| --- | ----------- | -------------------- | ------------------ | ------------------------ |
| 81 | 81          | In der Sackgasse     | The Stand Off      | 30. November 2012 (KiKA) |
| Der Bauer und ein Umzugswagen kommen nicht einander vorbei. Dies verursacht einen Stau. Die Schafe machen sich das zu Nutze, klauen Pizza und machen sich’ s im Wagen gemütlich. Ungewollt fahren sie von der Farm weg… |             |                      |                    |                          |
| 82 | 82          | Die Kokosnuss        | The Coconut        | 1. Dezember 2012 (KiKA)  |
| Der Bauer bringt eine Kokosnuss von der Kirmes mit nach Hause. Beim Versuch, diese zu öffnen, gerät sie in die Hufe der Schafe. Bitzer und Shaun versuchen ebenfalls vergeblich, die Kokosnuss zu öffnen, doch erst Timmy gelingt es, sie zu knacken. |             |                      |                    |                          |
| 83 | 83          | Der gute Hirte       | The Shepherd       | 3. Dezember 2012 (KiKA)  |
| Der Bauer hat eine Trillerpfeife gekauft und nimmt an einem Wettbewerb teil. Timmy will aber auch pfeifen. Er schafft es und verwirrt die Schafe, bis Bitzer es bemerkt. Die Zuschauer vergeben dem Bauern daher nur einen kleinen Goldpokal. |             |                      |                    |                          |
| 84 | 84          | Da ist noch was      | You Missed A Bit   | 2. Dezember 2012 (KiKA)  |
| Bitzer putzt die Fensterscheiben, doch der Bauer ist mit dem Ergebnis nicht zufrieden. Bitzer und Shaun lassen die Herde die Arbeit machen, was natürlich zum Chaos und einer Schlammschlacht mit den Schweinen führt. Als der Bauer wieder nach Hause kommt, machen sich alle wieder daran das Haus zu reinigen. Der Bauer sieht aber immer noch überall Flecke. Bitzer greift zum Äußersten und nimmt sich die Brille des Bauern vor… |             |                      |                    |                          |
| 85 | 85          | Graffiti             | Let’s Spray        | 8. Dezember 2012 (KiKA)  |
| An der Wand des Stalls entdeckt der Bauer ein Graffiti. Er beauftragt sofort Bitzer mit der Entfernung. Dieser findet dabei eine Tasche mit Farbspraydosen, von denen einige sehr außergewöhnliche Graffiti erzeugen können. |             |                      |                    |                          |
| 86 | 86          | Die Krähe            | The Crow           | 1. Dezember 2012 (KiKA)  |
| Die Nachtruhe der Schafe wird durch eine Krähe gestört, die sich im Stall unter dem Dach aufhält und laut krakeelt. Verscheuchen lässt sie sich auch nicht. Was also tun? |             |                      |                    |                          |
| 87 | 87          | Shaun auf der Flucht | Shaun The Fugitive | 6. Dezember 2012 (KiKA)  |
| Shaun richtet in der Küche des Bauern eine riesige Sauerei an. Die Bauer ist stinksauer und hält Shaun und Bitzer eine Standpredigt. Als der Bauer auch noch einen Unbekannten mit zweideutigen Gesten beauftragt, etwas Bestimmtes zu erledigen, bekommt Shaun es mit der Angst zu tun und geht stiften… |             |                      |                    |                          |
| 88 | 88          | Verschluckt          | Hard to Swallow    | 5. Dezember 2012 (KiKA)  |
| Ein Besucher beobachtet Vögel. Als er verschwindet, entdeckt Shaun eine Pfeife, mit der man Entenlaute erzeugen kann. Durch Kampf mit der Kükenmutter verschluckt Shaun die Pfeife. Bitzer und die Herde bringen das in Ordnung. Doch die Pfeife landet schließlich im Schweinefutter… |             |                      |                    |                          |
| 89 | 89          | Ball in der Falle    | Mission Inboxible  | 9. Dezember 2012 (KiKA)  |
| Die Herde spielt Fußball, doch der Ball gerät ins Haus des Bauern. Dieser hat einen modernen Computer gekauft und ist frustriert, weil dieser nicht funktioniert. |             |                      |                    |                          |
| 90 | 90          | Baustelle            | Bye bye Barn       | 4. Dezember 2012 (KiKA)  |
| Der Bauer will den Schafstall zum Wohnhaus umbauen lassen. Die Schafe wissen das zu verhindern und zu ihren Gunsten umzumünzen. |             |                      |                    |                          |
| 91 | 91          | Schlagball           | The Rounders Match | 6. Dezember 2012 (KiKA)  |
| Schafe und Schweine spielen gegeneinander. Zuerst sind die Schweine besser, dann die Schafe. Zum Schluss werden die Schweine unfair und ändern 3:4 zu 3:2 – das geht dann so hin und her… |             |                      |                    |                          |
| 92 | 92          | Kino Nacht           | Film Night         | 5. Dezember 2012 (KiKA)  |
| Shaun und Bitzer schauen sich Filme auf der Leinwand in der Scheune an. Auf einmal sind sich Bitzer und Shaun nicht einig und streiten. |             |                      |                    |                          |
| 93 | 93          | Ausgrabungen         | Fossils            | 4. Dezember 2012 (KiKA)  |
| Bitzer entdeckt in einem Loch im Garten Knochen, die zu einem großen Dinosaurier-Skelett zusammengesetzt werden können. Vorher bauen die Schafe Schlangen, einen Spielplatz, ein Fantasiewesen und den Eiffelturm. Die vielen Knochen locken bald andere Interessenten an. |             |                      |                    |                          |
| 94 | 94          | Das Skateboard       | The Skateboard     | 8. Dezember 2012 (KiKA)  |
| Inspiriert durch einen Skateboardfahrer baut sich Shaun aus Schrottteilen ein eigenes Skateboard. Shauns immer waghalsigeren Manöver enden mit dem Kopf voraus im Hühnerstall. Hühner und Hahn sind gar nicht begeistert und so beginnt Bitzer mit dem Versuch, Shaun zu befreien. |             |                      |                    |                          |
| 95 | 95          | Das Klavier          | The Piano          | 30. November 2012 (KiKA) |
| Der Bauer hat sich ein Klavier gekauft und ärgert so die Schafe. Bitzer soll in der Nacht spielen! Aber er hat Angst vor dem Gefängnis… |             |                      |                    |                          |
| 96 | 96          | Bitte lächeln        | The Snapshot       | 3. Dezember 2012 (KiKA)  |
| Der Bauer will ein Foto von sich und allen Tieren darauf knipsen, doch die Tücken liegen wie immer im Detail. Auf dem Bild, was sich der Bauer letztlich gerahmt ins Wohnzimmer hängt, ist Shaun nur halb zu sehen. Bitzer und Shaun gefällt das überhaupt nicht, und so machen sie sich auf den Weg in die Stadt, um ein besseres Bild von Shaun zu schießen…                                                                          |             |                      |                    |                          |
| 97 | 97          | Ein Bad mit Tücken   | Prickly Heat       | 7. Dezember 2012 (KiKA)  |
| Bitzer entdeckt ein Planschbecken, wohingegen die Schafe den Tücken des Objekts ausgesetzt sind. |             |                      |                    |                          |
| 98 | 98          | Der Drachenflieger   | The Hang Glider    | 2. Dezember 2012 (KiKA)  |
| Der Bauer hat einen neuen Drachenflieger geliefert bekommen. Die Schafe benutzen ihn, während Bitzer den Bauern aus dem Gestrüpp des Baumes befreit… |             |                      |                    |                          |
| 99 | 99          | Das Schattenspiel    | The Shadow Play    | 9. Dezember 2012 (KiKA)  |
| Timmy kann nicht schlafen. Die Schafe wollen ihn mit einem Schattenspiel beruhigen. |             |                      |                    |                          |
| 100 | 100         | Der wilde Stier      | Bull Vs Wool       | 7. Dezember 2012 (KiKA)  |
| Bitzer, Shaun und Timmy provozieren ungewollt den Stier. Sie verschanzen sich im Stall, und Timmy vertreibt ihnen die Zeit. |             |                      |                    |                          |

| Nr. des KiKA | Nr. der BBC | Deutscher Titel             | Englischer Titel      | DEA                                                                                         |
| --- | ----------- | --------------------------- | --------------------- | ------------------------------------------------------------------------------------------- |
| 101 | 101         | Eiskalte Umleitung          | Cones                 | 30. November 2013 (ARD)                                                                     |
| Die Schafe entführen einen Eiswagen. |             |                             |                       |                                                                                             |
| 102 | 102         | Außerirdische Tricks        | Caught Short Alien    | 30. November 2013 (ARD)                                                                     |
| Shaun bekommt Besuch von einem Außerirdischen. Als der Farmer ihm begegnet, gerät alles durcheinander. |             |                             |                       |                                                                                             |
| 103 | 103         | Hoch hinaus                 | Happy Birthday Timmy! | 30. November 2013 (ARD)                                                                     |
| Timmy hat Geburtstag und alle überraschen ihn mit einer Party. Aber dann sieht der Bauer ein Fußballspiel im Fernsehen … |             |                             |                       |                                                                                             |
| 104 | 104         | Die Wunderlampe             | The Genie             | 30. November 2013 (ARD)                                                                     |
| In einer alten Öllampe vom Schrottplatz wohnt ein Flaschengeist, der allen Schafen drei Wünsche erfüllt. |             |                             |                       |                                                                                             |
| 105 | 105         | Sondersendung               | 3DTV                  | 30. November 2013 (ARD)                                                                     |
| Der Bauer bohrt für seinen neuen Fernseher ein Loch in die Wand. Doch das Loch wird größer als geplant. Die Schafe retten die Situation mit ihrer ganz eigenen Sondersendung.                                                         |             |                             |                       |                                                                                             |
| 106 | 106         | In der Waschstraße          | The Smelly Farmer     | 30. November 2013 (ARD)                                                                     |
| Der Bauer riecht nach ein paar kleinen Unfällen ganz fürchterlich. Die Schafe verpassen ihm einen Rundumwaschgang mit allem was dazugehört.                                                                                           |             |                             |                       |                                                                                             |
| 107 | 107         | Tückischer Tapetenkleister  | DIY                   | 30. November 2013 (ARD)                                                                     |
| Der Bauer will ein Zimmer neu tapezieren und lässt Bitzer die Arbeit machen. Der holt sich die Schafe dazu … |             |                             |                       |                                                                                             |
| 108 | 108         | Häschen hüpft               | The Rabbit            | 30. November 2013 (ARD)                                                                     |
| Die Nichte des Bauern kommt zu Besuch und bringt ihr Häschen mit. Bitzer soll darauf aufpassen. |             |                             |                       |                                                                                             |
| 109 | 109         | Der gefährliche Lottogewinn | Prize Possession      | 30. November 2013 (ARD)                                                                     |
| Der Bauer hat in der Lotterie gewonnen. Aber das Los kann erst am nächsten Tag eingelöst werden. Bitzer soll darauf aufpassen. |             |                             |                       |                                                                                             |
| 110 | 110         | Monster mit acht Beinen     | The Spider            | 30. November 2013 (ARD)                                                                     |
| Bitzer möchte duschen, aber seine Panik vor einer kleinen Spinne im Bad macht das unmöglich. |             |                             |                       |                                                                                             |
| 111 | 111         | Flohzirkus                  | The Loony-Tic         | 18. Mai 2014 (Sendung mit der Maus/gekürzt) / 21. Juni 2015 (Sendung mit der Maus/komplett) |
| Ein ungebetener Neubewohner macht den Schafen zu schaffen |             |                             |                       |                                                                                             |
| 112 | 112         | Wasser marsch!              | Men at Work           | 16. März 2014 (Sendung mit der Maus)                                                        |
| Ein Wasserrohrbruch sorgt für ordentlich Durcheinander |             |                             |                       |                                                                                             |
| 113 | 113         | Der falsche Hund            | The Dog Show          | 29. Mai 2014 (KiKA)                                                                         |
| Bitzer soll für den Bauern einen Preis bei einem Schönheitswettbewerb gewinnen |             |                             |                       |                                                                                             |
| 114 | 114         | Puzzlefieber                | Missing Piece         | 29. Mai 2014 (KiKA)                                                                         |
| Puzzeln ist ein schöner Zeitvertreib – außer es fehlt ein Stück … |             |                             |                       |                                                                                             |
| 115 | 115         | Abenteuer Wildnis           | Wildlife Watch        | 29. Mai 2014 (KiKA)                                                                         |
| Ein Fernsehteam besucht den Bauernhof, um einen seltenen blauen Vogel zu beobachten. Dabei entdeckt der Kameramann die Schafe, die Cricket spielen und möchte sie natürlich filmen. Shaun, der ihn längst entdeckte, verhindert dies. |             |                             |                       |                                                                                             |
| 116 | 116         | Der hungrige Patient        | The Pelican           | 30. März 2014 (Sendung mit der Maus)                                                        |
| Ein Pelikan stürzt auf dem Hof ab. Die Schafe kümmern sich um den hungrigen Patienten. |             |                             |                       |                                                                                             |
| 117 | 117         | Schlechter Einfluss         | Bad Boy               | 29. Mai 2014 (KiKA)                                                                         |
| Eine Spendensammlerin bringt ihren Hund mit, der auf cool macht und Bitzer beeindrucken will. |             |                             |                       |                                                                                             |
| 118 | 118         | Krach auf dem Dach          | Remote Control        | 9. Juni 2014 (KiKA)                                                                         |
| Bitzer repariert die TV-Antenne mithilfe der Herde. |             |                             |                       |                                                                                             |
| 119 | 119         | Geisterstunde               | Phoney Farmer         | 9. Juni 2014 (KiKA)                                                                         |
| Der Farmer fährt in den Urlaub und überlässt die Schafe einem Vertreter. Dieser kümmert sich nicht um die Farm; die Schafe beschließen daraufhin, ihn zu vertreiben.                                                                  |             |                             |                       |                                                                                             |
| 120 | 120         | Die kurze Eiszeit           | Ground Dog Day        | 9. Juni 2014 (KiKA)                                                                         |
| Ein heißer Tag, und es nähert sich der Eiswagen. Was kann es besseres geben ? |             |                             |                       |                                                                                             |
| 121 | 121         | Vogelscheuche in Not        | The Intruder          | 2. März 2014 (Sendung mit der Maus: gekürzte Version)                                       |
| Der Bauer will die Krähen von seinem Feld vertreiben, aber es klappt nicht so wie gedacht … |             |                             |                       |                                                                                             |
| 122 | 128         | Hausbesetzer                | Duck!                 | 6. April 2014 (Sendung mit der Maus)                                                        |
| Bitzers Hütte wird von ungebetenen Gästen besetzt. |             |                             |                       |                                                                                             |
| 123 | 122         | Bitzer für einen Tag        | Bitzer For A Day      | 17. August 2014 (Sendung mit der Maus: gekürzte Version)                                    |
| Bitzer bekommt eine Auszeit und Shaun versucht sich als Aufseher |             |                             |                       |                                                                                             |
| 124 | 123         | Bitzers Geheimnis           | Bitzer’s Secret       | 17. Januar 2016 (Sendung mit der Maus)                                                      |
| Der Farmer will abnehmen und Bitzer muss mit. Er bedient sich aber heimlich am Keksvorrat, bis Shaun das merkt. |             |                             |                       |                                                                                             |
| 125 | 129         | Der magische Blick          | The Stare             | 14. Februar 2019                                                                            |
| Unglückliche Umstände führen dazu, dass die Rasenmäherziege die anderen Tiere plötzlich hypnotisieren kann. Bitzer muss schleunigst handeln.                                                                                          |             |                             |                       |                                                                                             |
| 126 | 126         | Das Bild hängt schief       | Picture Perfect       | 9. Februar 2014 (Sendung mit der Maus: gekürzte Version)                                    |
| Bitzer poliert alles auf Hochglanz. In der Scheune kann er sich so richtig austoben. Schnell ist alles tipptopp. Nur das Bild über Shauns Bett hängt schief.                                                                          |             |                             |                       |                                                                                             |
| 127 | 127         | Rettet den Schrottplatz     | Save The Dump         | 19. Oktober 2014 (Sendung mit der Maus)                                                     |
| Der bei den Schafen beliebte Schrottplatz soll einem Golfplatz weichen. |             |                             |                       |                                                                                             |
| 128 | 124         | Pingpong im Hühnerstall     | Ping-Pong Poacher     | 20. Dezember 2018                                                                           |
| Eine Partie Tischtennis elektrisiert alle – und keiner passt mehr auf |             |                             |                       |                                                                                             |
| 129 | 125         | Verborgene Talente          | Hidden Talents        | 18. Februar 2019                                                                            |
| Dem Bauer ist langweilig. Er sucht Anschluss und platzt mitten in einen Talentwettbewerb seiner Tiere. Sofort benehmen sie sich wie normale Tiere.                                                                                    |             |                             |                       |                                                                                             |
| 130 | 130         | Ernte gut, alles gut        | Fruit and Nuts        | 20. September 2015 (Sendung mit der Maus: gekürzte Version)                                 |
| Shaun und Nuts möchten von den Äpfeln essen, die der Farmer und Bitzer ernten. Wenn Nuts nur keinen Heuschnupfen hätte … |             |                             |                       |                                                                                             |

| 131 | 131 | Besetzt!               | Out of Order         | 7. Juni 2016           |
| Der Farmer bekommt ein neues Badezimmer und das geht wie immer nicht ohne Pannen |     |                        |                      |                        |
| 132 | 132 | Ganz neue Töne         | Karma Farmer         | 7. Juni 2016           |
| Der Farmer hat die Tiere satt und reist ab. Kurze Zeit später kommt er wieder und verbreitet neue Töne auf dem Hof. Nachdem alle geläutert sind, reist er wiederum ab und kommt normal wieder. |     |                        |                      |                        |
| 133 | 141 | Die trojanische Pizza  | Turf Wars            | 8. Juni 2016           |
| Die Schweine sind neidisch auf die Heuballenhütte der Schafe. Um hinein zu kommen wenden sie einen alten griechischen Trick an. |     |                        |                      |                        |
| 134 | 142 | Schlafenszeit          | A Prickly Problem    | 8. Juni 2016           |
| Timmy will nicht einschlafen. Die Schafe versuchen alles und am Ende wird es eine turbolente Nacht |     |                        |                      |                        |
| 135 | 143 | Das falsche Schaf      | Wanted               | 9. Juni 2016           |
| Ein Ausbrecher versteckt sich auf der Farm und verkleidet sich als Schaf. Aber die Schafe merken das. |     |                        |                      |                        |
| 136 | 144 | Die Rockstar-Panne     | Rude Dude            | 9. Juni 2016           |
| Ein Rockstar hat eine Autopanne an der Farm. Während der Chauffeur mit Bitzer den Wagen repariert, hofiert der Farmer den Star. Bis Shaun den Strom abstellt … |     |                        |                      |                        |
| 137 | 133 | Spielverderber         | Spoilsport           | 17. Januar 2016 (KiKA) |
| Bitzer hat die Wiese gerade von Schrott und Unrat befreit, als die Schafe dort Cricket spielen möchten. Zögernd gibt Bitzer ihrem Wunsch nach. Aber dann türmen sich plötzlich gewaltige Hügel auf der grünen Ebene auf. Die Schafe finden die kleinen Maulwürfe niedlich, aber Bitzer sieht rot. |     |                        |                      |                        |
| 138 | 134 | Oben ohne              | Baa’d Hair Day       | 10. Juni 2016          |
| Shaun steht eines morgens ohne sein Kopffell da. Die Suche geht los … |     |                        |                      |                        |
| 139 | 135 | Selfie statt Helfie    | The Farmer’s Nephew  | 23. Januar 2016 (KiKA) |
| Weil sich der Farmer am Fuß verletzt hat, holt er einen jungen Helfer zur Unterstützung an den Hof. Aber der beschäftigt sich lieber mit seinem Smartphone, als Bitzer zur Hand zu gehen. Natürlich passt er haargenau auf, dass ihn der Farmer nicht beim Faulenzen erwischt. Das bringt Shaun und die Schafe auf eine Idee.                                                                                          |     |                        |                      |                        |
| 140 | 145 | Psst!                  | Keeping the Peace    | 24. Januar 2016 (KiKA) |
| Als der Farmer abends in sein Bett steigen will, steht da nur ein Möbelbausatz im Zimmer. Bitzer und er brauchen die ganze Nacht, um das neue Bett zusammenzubauen. Dann will der Farmer endlich schlafen. Aber der Hahn möchte krähen, die Schafe spielen Fußball, und die Schweine feuern die Mannschaft an. Bitzer hat alle Hände voll zu tun, für Ruhe zu sorgen. Und dann ist da noch die schwebende Wärmflasche. |     |                        |                      |                        |
| 141 | 146 | Zu viele Köche         | Happy Farmer’s Day   | 12. Juni 2016          |
| Bitzer soll für den Farmer ein Drei-Gänge-Menü kochen. Die Schafe kommen ihm zu Hilfe – aber anders als erwartet … |     |                        |                      |                        |
| 142 | 147 | Genau nach Plan        | Checklist            | 12. Juni 2016          |
| Bitzer ist bei der Abarbeitung der täglichen Aufgaben etwas zu pedantisch. Da ändern die Schafe seine Pläne. |     |                        |                      |                        |
| 143 | 148 | Bumerang               | Return to Sender     | 13. Juni 2016          |
| Ein Verwandter aus Australien schickt dem Farmer einen Bumerang. Der kann aber nichts damit anfangen und kennt seine Besonderheit nicht – suspekt … |     |                        |                      |                        |
| 144 | 149 | (Zu) gute Besserung    | Cone Of Shame        | 6. Februar 2016 (KiKA) |
| Bitzer kommt mit dem Farmer vom Arzt. Er hat ein kleines Pflaster am Po und trägt einen Halskragen. Die Schafe kümmern sich rührend um ihn, und Bitzer genießt die Fürsorge. Als der Farmer ihm Pflaster und Kragen abnimmt und Bitzer für geheilt erklärt, gerät der in Panik: Schließlich kochen die Schafe gerade für ihn! Bitzer besorgt sich einen Ersatzkragen und spielt weiter krank.                          |     |                        |                      |                        |
| 145 | 136 | Babysitter Bitzer      | Babysitter Bitzer    | 14. Juni 2016          |
| Die Schafe gehen auf eine Party. Bitzer wird als Babysitter für Timmy eingespannt. Dieser ist mit der Rolle überfordert … |     |                        |                      |                        |
| 146 | 137 | Schwein bleibt Schwein | Dodgy Lodger         | 14. Juni 2016          |
| Beim morgendlichen Rundgang fällt das Schweinegehege wegen Unordnung durch. Die Schafe haben ihren Stall schön aufgeräumt. Daher bekommen sie vom Bauern eine Belohnung – das gefällt den Schweinen natürlich gar nicht… |     |                        |                      |                        |
| 147 | 138 | Der Briefträgerschreck | Dangerous Deliveries | 15. Juni 2016          |
| Bitzer reagiert hündisch-allergisch auf den Briefträger. Shaun desensiblisiert ihn in einem aufwändigen Training … und nimmt ihm die Aggressionen ab. |     |                        |                      |                        |
| 148 | 139 | Drachenalarm           | Timmy and the Dragon | 15. Juni 2016          |
| Die Schafe lesen eine gruselige Geschichte. Danach glauben sie, von überall droht Gefahr … |     |                        |                      |                        |
| 149 | 150 | Hokus, Pokus, Mäh!     | Sheep Farmer         | 6. Juni 2016           |
| Timmy entdeckt seine Fähigkeiten als Zauberer. Aber damit kann man nicht nur Gutes tun … |     |                        |                      |                        |
| 150 | 140 | Die neue Trillerpfeife | Bitzer’s New Whistle | 6. Juni 2016           |
| Bitzer bekommt eine neue HighTech-Pfeife, mit der alle Tiere brav und folgsam werden. Bis zu einem Unfall … |     |                        |                      |                        |

| Nr. des KiKA | Nr. der BBC | Deutscher Titel        | Englischer Titel     | DEA                |
| --- | ----------- | ---------------------- | -------------------- | ------------------ |
| 151 | 158         | Zimmer mit Schaf       | Room with a Ewe      | 21. Mai 2020       |
| Die Schafe freuen sich: Ihre Scheune wird renoviert. Doch dann die böse Überraschung: Der Farmer bietet die im Internet als Feriendomizil an.                  |             |                        |                      |                    |
| 152 | 152         | Der Mais ist reif!     | Get your Goat        | 21. Mai 2020       |
| Der Farmer freut sich auf die Maisernte. Als sich die Ziege durchs Maisfeld futtert und dort verlorengeht, schickt Hofhund Bitzer Shaun los, um sie zu suchen. |             |                        |                      |                    |
| 153 | 166         | Fleck, bleib weg       | Box Fresh            | 21. Mai 2020       |
| Zum Geburtstag bekommt der Farmer von Bitzer brandneue weiße Sneakers geschenkt. Freudestrahlend zieht der Farmer die Schuhe an und geht raus zum Arbeiten     |             |                        |                      |                    |
| 154 | 161         | Alle für Teddy         | Teddy Heist          | 21. Mai 2020       |
| Timmy verliert seinen geliebten Teddy. Als der Farmer ihn findet, denkt er, dass Teddy eine kostbare Rarität ist und in einer Fernsehshow viel Geld bringt.    |             |                        |                      |                    |
| 155 | 155         | Hashtag Farmer         | #farmstar            | 21. Mai 2020       |
| Der smarte Farmer Ben hat den Bogen raus, wie man sich gut vermarktet. Mit einem perfekten Auftritt im Internet hat er eine große Fangemeinde geschaffen.      |             |                        |                      |                    |
| 156 | 169         | Attacke am Kürbisbeet  | Pumpkin Peril        | 22. Mai 2020       |
| Es ist die Nacht vor Halloween. Die Kürbisse sind reif. Der Farmer verdonnert seinen Hund Bitzer zur Nachtwache. Doch die Kürbisse verschwinden trotzdem.      |             |                        |                      |                    |
| 157 | 164         | Die Teichreiniger      | Pond Life            | 22. Mai 2020       |
| Es ist heiß und die Schafe wollen schwimmen gehen. Aber dreiste Umweltsünder haben Müll ins Teichwasser geworfen und alles verschmutzt.                        |             |                        |                      |                    |
| 158 | 168         | Gans schön frech       | Sheep Sheep Goose    | 22. Mai 2020       |
| Shaun entdeckt ein laufendes Ei mit zwei Beinen. Daraus entschlüpft das Gänsekind Goz. Da Goz als erstes Shaun erblickt, ist Shaun plötzlich Gänsemama.        |             |                        |                      |                    |
| 159 | 153         | Der Superheld          | Super Sheep          | 22. Mai 2020       |
| Immer wieder werden die Schafe von den Schweinen drangsaliert. Da taucht ein fliegender Superheld auf, der sie vor den Angriffen der Schweine beschützt.       |             |                        |                      |                    |
| 160 | 170         | Besuch im Streichelzoo | Farm Park            | 22. Mai 2020       |
| Um seine Kasse aufzubessern, betreibt der Farmer auf dem Hof einen Streichelzoo! Als die ersten Familien kommen, spielen die Tiere noch gutmütig mit.          |             |                        |                      |                    |
| 161 | 151         | Pizza Määhgarita       | Baa-gherita          | 4. September 2020  |
| Der hungrige Shaun verwandelt die Töpferei in eine Pizzeria.                                                                                                   |             |                        |                      |                    |
| 162 | 154         | Weltraum Bitzer        | Space Bitzer         | 5. September 2020  |
| Eine Drohne nimmt Bitzer auf einen schwindelerregenden Flug mit.                                                                                               |             |                        |                      |                    |
| 163 | 167         | Blind drauflos         | Tour de Mossy Bottom | 6. September 2020  |
| Bitzer bringt den Farmer dazu, auf dem Fahrrad zu trainieren. Das führt zu einer wilden Fahrt.                                                                 |             |                        |                      |                    |
| 164 | 162         | Großes Kino            | Costume Drama        | 7. September 2020  |
| Eine Filmcrew veranstaltet etwas zu viel Aufregung auf der Farm.                                                                                               |             |                        |                      |                    |
| 165 | 160         | Das Pokalschwein       | Prize Porker         | 8. September 2020  |
| Ein Schwein macht jeden glauben, es hätte einen Preis gewonnen.                                                                                                |             |                        |                      |                    |
| 166 | 157         | Eine harte Nuss        | Squirrelled Away     | 9. September 2020  |
| Ein hinterhältiges Eichhörnchen vereitelt Bitzers Vorhaben, Vögel zu beobachten.                                                                               |             |                        |                      |                    |
| 167 | 165         | Aus dem Takt           | Hot to Trotter       | 10. September 2020 |
| Als Bitzers Tanzpartner kurz vor einem Turnier ausfällt, springt Shaun ein.                                                                                    |             |                        |                      |                    |
| 168 | 163         | (Nicht) lieferbar      | Express Delivery     | 11. September 2020 |
| Shaun und die Herde wollen, dass dem Farmer ein Paket nicht zugestellt wird                                                                                    |             |                        |                      |                    |
| 169 | 159         | Bitzer gibt Gas        | Go Bitzer Go!        | 12. September 2020 |
| Die Tiere helfen Bitzer beim Rennen gegen den hochnäsigen Nachbarshund.                                                                                        |             |                        |                      |                    |
| 170 | 156         | Sehr verdächtig        | CSI Mossy            | 13. September 2020 |
| Shaun und Bitzer jagen einen Trillerpfeifendieb. |             |                        |                      |                    |

| Nr. der BBC | Deutscher Titel            | Englischer Titel      | DEA            |
| ----------- | -------------------------- | --------------------- | -------------- |
| 1           | Staffellauf                | Relay                 | 22. Juli 2012  |
|             |                            |                       |                |
| 2           | Kugelstoßen                | Shot Put              |                |
|             |                            |                       |                |
| 3           | Synchronschwimmen          | Synchronised Swimming | 7. August 2016 |
|             |                            |                       |                |
| 4           | Tischtennis                | Ping Pong             | 7. August 2016 |
|             |                            |                       |                |
| 5           | Turmspringen               | Diving                | 7. August 2016 |
|             |                            |                       |                |
| 6           | Fechten                    | Fencing               |                |
|             |                            |                       |                |
| 7           | Kunstturnen                | Gymnastics            | 7. August 2016 |
|             |                            |                       |                |
| 8           | Bogenschießen              | Archery               |                |
|             |                            |                       |                |
| 9           | Gewichtheben               | Weightlifting         |                |
|             |                            |                       |                |
| 10          | Hindernislauf              | Steeplechase          |                |
|             |                            |                       |                |
| 11          | Beachvolleyball            | Beach Volleyball      | 7. August 2016 |
|             |                            |                       |                |
| 12          | Hockey                     | Hockey                | 7. August 2016 |
|             |                            |                       |                |
| 13          | Schwimmen                  | Swimming              | 7. August 2016 |
|             |                            |                       |                |
| 14          | 100-Meter-Lauf             | 100 Metre Dash        |                |
|             |                            |                       |                |
| 15          | BMX                        | BMX                   |                |
|             |                            |                       |                |
| 16          | Ringe                      | Rings                 | 7. August 2016 |
|             |                            |                       |                |
| 17          | Hammerwurf                 | Hammer                |                |
|             |                            |                       |                |
| 18          | Trampolin                  | Trampoline            | 7. August 2020 |
|             |                            |                       |                |
| 19          | Judo                       | Judo                  |                |
|             |                            |                       |                |
| 20          | Rhythmische Sportgymnastik | Ribbon                | 7. August 2016 |
|             |                            |                       |                |
| 21          | Stabhochsprung             | Pole Vault            |                |

## Anspielungen
Wie bereits bei Wallace und Gromit gibt es hier viele Anspielungen auf Szenen aus Filmen oder berühmte Musik. Beispiele sind:
- Shirleys Training in der Folge Abspecken mit Shaun basiert auf dem Film Rocky.
- Die Bilder, welche in Das Stillleben parodiert werden, sind die Mona Lisa, Der Heuwagen von John Constable sowie eines von Picasso.
- Als Shirley in Schnarchalarm in Zeitlupe vor dem Vollmond vorbeifliegt, wird damit auf E.T. – Der Außerirdische angespielt.
- In Hitzefrei schwimmt Shaun mit der auf den Rücken gebundenen Haiflosse zur Musik von Der weiße Hai durch das Becken.
- In Summen der Bienen erscheint der Farmer in seiner Imkerkleidung wie Darth Vader, später ducken sich die Schafe und halten sich die Augen zu, als der Bienenschwarm in Form eines Geistes vorbeifliegt, wie die Geister aus der Bundeslade (Indiana Jones – Jäger des verlorenen Schatzes).
- Die berühmte Duschszene aus Hitchcocks Psycho wird in Das kleine Horrorschaf parodiert. Der Originaltitel Little Sheep of Horrors ist wiederum eine Verballhornung von Little Shop of Horrors (Der kleine Horrorladen).
- In Schluckauf dreht Shaun seinen Verstärker auf Stufe 11, ein Zitat aus dem Film This Is Spinal Tap. Eine solche Szene gibt es allerdings auch in Zurück in die Zukunft (Teil 1) und im Musikvideo zu Michael Jacksons Titel „Black or White“.
- Der Farmer zieht in Der große Ausbruch ein Schaf zum Scheren in einen Nebenraum des Stalls und schließt eine schwere Metalltür hinter sich. Die Szene erinnert an den Horrorfilmklassiker The Texas Chain Saw Massacre (Blutgericht in Texas), außerdem spielen die Tunnelszene wie auch der Titel auf The Great Escape (Gesprengte Ketten) an.
- In Gemüsefußball springt Shaun hoch in die Luft, um den Ball zu erwischen, und fliegt dabei wie Superman mit einem Arm nach vorne gereckt. Gegen Ende der Folge kommt das bekannte Thema Nessun dorma aus Puccinis Oper Turandot vor, eine Anspielung auf die Tor-Szene im Film Kick It Like Beckham
- Am Ende von Die Rasenmäher-Ziege erinnern die Figuren aus Buschwerk stark an den Film Edward mit den Scherenhänden.
- Die Tanzszene in Disco in der Scheune zitiert die Szene in der Hafenkneipe aus Airplane (Die unglaubliche Reise in einem verrückten Flugzeug), welche wiederum eine Persiflage von Saturday Night Fever ist. Außerdem ist das Auftauchen der Schweine, deren Aussehen sowie das Zerstören der Feier eine Anspielung auf das Video zu (You Gotta) Fight for Your Right (to Party!) der Beastie Boys.
- In Camping Chaos findet sich die Truthahn-Szene aus Merry Christmas Mr. Bean wieder, wie auch Timmys Teddy dem von Bean stark ähnelt.
- Am Ende von Schnarchalarm und Zahnschmerzen, wenn alle schlafen gehen, sowie in Tanz in der Nacht wird die Melodie Guten Abend, gut’ Nacht gespielt.
- In Supersize Timmy gibt es gleich drei Anspielungen: Zuerst bebt das Wasser in der Pfütze, als das Riesenschaf herannaht (Jurassic Park), dann klettert das Riesenschaf aufs Haus mit Bitzer im Arm (King Kong) und schließlich kommt eine wütende Meute von Dorfbewohnern, um das Ungeheuer zu vertreiben (Die Schöne und das Biest sowie Frankenstein, 1931).
- In Waschtag sucht und findet Shaun eine Nadel im Heuhaufen.
- Am Ende von Ein neuer Freund spielt der Dudelsack Auld Lang Syne.
- In den Folgen Die Landmaus und Die Entführung wird beim Aufwachen im Stall das Thema Morgenstimmung  aus der Peer-Gynt-Suite gespielt.
- Die Aliens in der Folge Körpertausch spielen auf ihrem Computer die Melodie aus Unheimliche Begegnung der dritten Art. Titel und Handlung beziehen sich ferner auf Jon Woos Actionfilm Face/Off (Im Körper des Feindes).
- In der Folge Partylöwen verkleidet sich ein Schaf als Dalek und wird vom Farmer erstaunt angeguckt.
- Die Folge Die diebische Elster zitiert die Ouvertüre der gleichnamigen Oper von Rossini.
- Als die Schweine in Schweineärger die Aufgaben Bitzers übernehmen, wird die Symphonie Nr. 3 in c-Moll von Camille Saint-Saëns angespielt, die auch in Ein Schweinchen namens Babe gespielt wird.
- Der vom Kirchhof geklaute Weihnachtsbaum in Fröhliche Weihnachten erinnert, so wie er in die Wohnzimmerecke gequetscht wird, sehr an den ebenso überdimensionierten Baum aus Schöne Bescherung.
- Als Shaun zu Beginn von Das Roll-Schaf Shirley aus der Scheune bugsiert, wird dazu das Lied der Wolgaschlepper gespielt.
- Während der Bauer in Ein schwerer Brocken den Felsblock bearbeitet, ertönt der Blumenwalzer aus Der Nussknacker.
- Als die Schweine in Die Schlammschlacht ihren ersten Angriff fliegen, erklingt der Walkürenritt, was an den Film Apocalypse Now erinnert. Die Szene, in der Shaun vor dem Flugzeug davonläuft, stammt aus dem Film Der unsichtbare Dritte.
- In Bitzer – Das Ungeheuer aus dem Teich gibt es eine weitere Anspielung auf Zurück in die Zukunft I, als das Auto im entscheidenden Moment erst anspringt, als der Fahrer mit dem Kopf auf das Lenkrad schlägt.
- In Stillleben wird im Radio, während der Bauer malt, eine zwar stark veränderte, aber doch gut erkennbare Version von Vivaldis Vier Jahreszeiten – Der Frühling gespielt.
- In Baustelle hängt Shaun an einem Seil über einem Bauplan. Das Ganze ähnelt einer Szene aus Mission: Impossible. Des Weiteren erinnert der mit Puppen spielende Bauer in dieser Szene an Lord Helmchen aus Mel Brooks’ Spaceballs.
- In Shaun und die Aliens fängt Hofhund Bitzer den von den Alienkindern geworfenen Knochen zu ein paar Takten von Also sprach Zarathustra (Strauss) – eng angelehnt an eine Szene aus dem Film 2001: Odyssee im Weltraum.

## Sonstiges

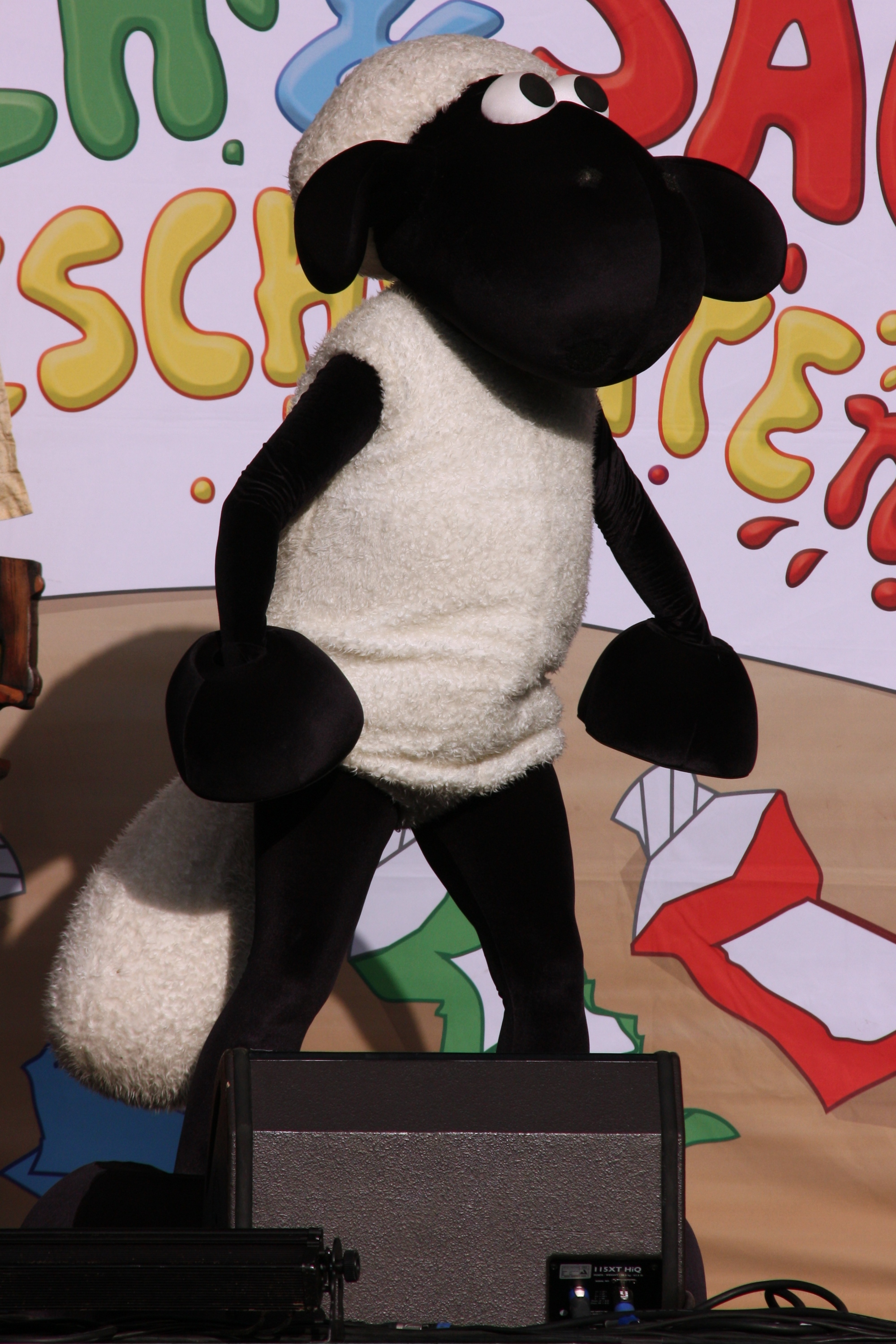
Shaun das Schaf bei einem Liveauftritt der Sendung mit der Maus

Wie viele Aardman-Animations-Produktionen zeichnet sich die Serie durch großen Detailreichtum aus, so dass einige Feinheiten erst auf den zweiten Blick auffallen. So auch ein wiederkehrender Fehler im Szenenbild des Farmerhauses: Von innen hat die Eingangstür eine Tierklappe, von außen in der Regel nicht. Besonders auffällig wird das in Shaun als Farmer, nachdem Shaun an die Tür klopft. Auch geht die Tür normalerweise nach innen auf, nur nicht bei Aufräumen, als der Farmer sie öffnet, und regelmäßig im Vorspann, in dem Bitzer sie vor die Nase bekommt.
Das Titellied wird im Deutschen von Michael Pan gesungen. Dieser ist unter anderem vor allem als Synchronsprecher von Bob Odenkirk bekannt.
Am 6. April 2009 begann in Großbritannien die Ausstrahlung des Spin off Timmy Time, in dem Geschichten rund um Shauns Neffen Timmy und dessen Freunde erzählt werden. Die Zielgruppe für diese Serie sind Vorschulkinder. In Deutschland wurde diese Serie seit dem 12. Januar 2010 bei Super RTL unter dem Titel Timmy das Schäfchen ausgestrahlt.
In einer erstmals im Ersten am 18. Oktober 2009 ausgestrahlten Episode bei der Sendung mit der Maus besucht Ralph Caspers die Studios von Aardman Animations im englischen Bristol. In der einzigen Sachgeschichte dieser Sendung werden in Episoden verschiedene Stufen der Produktion (Storyboard, Modellbau, Herstellung der Figuren, Animation) erklärt.
Bei der Artemis-1-Mission zum Mond vom 16. November bis 11. Dezember 2022 erhielt Shaun einen Platz, was der Direktor für Weltraumerkundung der Europäischen Weltraumorganisation (ESA) David Parker im August 2022 mit den Worten „[…] wir wissen, dass es zwar ein kleiner Schritt für einen Menschen ist, aber ein riesiger Sprung für ein Schaf“ bekannt gab. Die ESA nutze die Bekanntheit der Trickfilmfigur, um über die Hintergründe zum zweiten unbemannten Flug – und ersten mit einem europäischen Servicemodul – des Raumschiffs Orion zu informieren. Dazu startete Shaun 2020 ein Schulungsprogramm für Astronauten und reiste an verschiedenen Orte in Europa und den USA. Shauns Kennenlernen der verschiedenen Aspekte der Mission wurde von der ESA dokumentiert und in einer Reihe von Blogbeiträgen vorgestellt. Nach dem Flug begab sich Shaun auf den Weg zum Hauptsitz der ESA nach Paris. Dabei machte er Station in Raumfahrtzentren in ganz Europa, um Menschen zu treffen, die die Artemis-Mission ermöglichten.

## DVDs & Blu-rays

### Einzel-DVDs
- 2. Oktober 2007: Abspecken mit Shaun: Folgen 1, 2, 5, 7, 11, 13, 14, 16
- 6. Februar 2008: Gemüsefußball: Folgen 3, 4, 8, 10, 12, 17, 19, 20
- 2. April 2008: Disco in der Scheune: Folgen 15, 21, 28, 30, 33, 34, 35, 38
- 17. September 2008: Abrakadabra: Folgen 6, 18, 23, 25, 26, 29, 31, 40
- 15. November 2008: Waschtag: Folgen 9, 22, 24, 27, 32, 36, 37, 39
- 4. Februar 2010: Das Hüpfschaf: Folgen 43, 44, 45, 46, 47, 48, 49, 50
- 8. April 2010: Frisch verliebt: Folgen 41, 52, 53, 54, 55, 56, 59, 60
- 19. August 2010: Der Triller-Pfeifer: Folgen 42, 51, 58, 62, 63, 65, 66, 69
- 7. Oktober 2010: Raserei: Folgen 57, 61, 64, 67, 68, 70, 71, 72
- 2. Dezember 2010: Die Schlammschlacht: Folgen 73, 74, 75, 76, 77, 78, 79, 80
- 14. Februar 2013: Ein Bad mit Tücken: Folgen 82, 84, 86, 87, 90, 91, 97 (inkl. 4 Olympia-Meisterschaf-Spots: BMX, Gewichtheben, Hindernislauf, Trampolin)
- 18. April 2013: Der Drachenflieger: Folgen 83, 88, 92, 93, 95, 98, 100 (inkl. 4 Olympia-Meisterschaf-Spots: Bogenschießen, Judo, Stabhochsprung, Synchronschwimmen, Extra: Hinter den Kulissen)
- 20. August 2013: Bitte lächeln: Folgen 81, 85, 89, 94, 96, 99 (inkl. 5 Olympia-Meisterschaf-Spots: Hammerwurf, Beachvolleyball, Schwimmen, Staffellauf, Ringe)
- 27. März 2014: Außerirdische Tricks: Folgen 102, 103, 104, 105, 106, 110, 109
- 4. September 2014: Eiskalte Umleitung: Folgen 101, 111, 119, 116, 114, 107, 112
- 6. November 2014: Der falsche Hund: Folgen 113, 115, 108, 117, 118, 120, 122
- 5. März 2015: Ernte gut, alles gut: Folgen 130, 121, 123, 125, 126, 127, 128, 124, 129
- 27. August 2015: Shaun das Schaf – Der Film (DVD/Blu-ray)
- 10. März 2016: Die Lamas des Farmers (DVD & Blu-Ray-Disc)
- 3. November 2016: Pizza Party: Folgen 133, 131, 132, 134, 135, 136, 137
- 2. März 2017: Zu viele Köche: Folgen 141, 138, 139, 140, 142, 143, 144
- 7. September 2017: Hokus Pokus Mäh!: Folgen 145, 146, 147, 148, 149, 150
- 6. Februar 2020: Shaun das Schaf – Der Film: UFO-Alarm (DVD/Blu-ray)
- 13. November 2020: Die Teichreiniger: Folgen 151, 152, 153, 154, 155, 156, 157, 158, 159, 160
- 13. November 2020: Sehr verdächtig: Folgen 161, 162, 163, 164, 165, 166, 167, 168, 169, 170

### Box-Sets
- 4. Februar 2010: Special Edition 1 (5 DVDs): alle 40 Folgen der 1. Staffel (alle Folgen der DVDs Abspecken mit Shaun, Gemüsefußball, Disco in der Scheune, Abrakadabra, Waschtag)
- 25. März 2011: Special Edition 2 (5 DVDs/2 Blu-rays): alle 40 Folgen der 2. Staffel (alle Folgen der DVDs Das Hüpfschaf, Frisch verliebt, Der Triller-Pfeifer, Raserei, Die Schlammschlacht)
- 4. Oktober 2012: Fan Edition (4 DVDs): alle 80 Folgen der 1. und 2. Staffel (inkl. 6 Olympia-Meisterschaf-Spots: Kugelstoßen, Hockey, 100-m-Lauf, Turmspringen, Kunstturnen, Rhythmische Sportgymnastik)
- 5. November 2013: Special Edition 3 (3 DVDs/1 Blu-ray): alle 20 Folgen der 3. Staffel (alle Folgen der DVDs Ein Bad mit Tücken, Der Drachenflieger, Bitte lächeln)
- 5. November 2015: Special Edition 4 (4 DVDs/1 Blu-ray): alle 30 Folgen der 4. Staffel (alle Folgen der DVDs Außerirdische Tricks, Eiskalte Umleitung, Der falsche Hund, Ernte gut, alles gut)
- 8. März 2018: Special Edition 5 (3 DVDs/1 Blu-ray): alle 20 Folgen der 5. Staffel

### Best-of
- 6. Oktober 2011: Best of Eins (DVD):[23] Folgen 2, 3, 8, 13, 15, 17, 18, 21, 34, 36, Extra: Storyboardvergleich, Musikvideo „Life’s a Treat“
- 4. Oktober 2012: Best of Zwei (DVD/Blu-ray): Folgen 41, 43, 47, 58, 59, 62, 68, 70, 74, 80 (inkl. 2 Olympia-Meisterschaf-Spots: Tischtennis, Fechten, Extra: Ein Besuch der Aardman Studios)
- 27. März 2014: Best of Eins & Zwei – Oster EIdition (2 DVDs)
- 27. August 2015: Best of Drei (DVD/Blu-ray): Folgen 83, 86, 87, 88, 99, 96, 101, 105, 111, 113
- 18. Oktober 2018: Best of Vier (DVD/Blu-ray): Folgen 110, 119, 123, 128, 133, 134, 141, 143, 145, 149

## Musik
- Dezember 2007: Single/Video/Download: Ralf Schmitz singt Shaun das Schaf
- September 2010: Single/Video/Download: Culcha Candela singt Shaun das Schaf

## Auszeichnungen
- 2007: Emil für die Folge Abspecken mit Shaun
- 2008: Internationaler Emmy Award in der Kategorie Best Children & Young People Program
- 2010: Internationaler Emmy Award in der Kategorie Best Children & Young People Program
- 2016: Goldener Spatz in der Kategorie Kurzspielfilm, Serie/Reihe für die Folge Die Lamas des Farmers
- 2016: Internationaler Emmy Award in der Kategorie Best Kids Animation für die Folge Die Lamas des Farmers
- 2021: Internationaler Emmy Award in der Kategorie Best Kids Animation für die Folge Es ist ein Schaf entsprungen